# Liste geflügelter Worte/K

## Kadavergehorsam
Dieser im 19. Jahrhundert gebräuchlich gewordene Ausdruck leitet sich von einer Vorschrift aus den Ordensregeln des Ignatius von Loyola ab. In seinen Constitutiones heißt es, die Ordensmitglieder sollen sich von Gott und den Vorgesetzten leiten lassen:

“perinde ac si cadaver essent”

„als seien sie ein Leichnam“

So heißt es zu diesem verächtlichen Kraftwort, das oft gegen die militärische Subordination verwendet wird, in Otto Ladendorfs Historischem Schlagwörterbuch:

„Ohne eine erkleckliche Dosis Kadavergehorsam und bestgemeinten Jesuitismus pflegt es auch heute noch, in modernen politischen Parteien, nicht abzugehen.“

In etwa diesem Sinne findet sich die Rede vom „blinden Gehorsam“ unter anderem bei Friedrich Schiller, der in seinem Drama Wallensteins Lager schreibt:

„Das Wort ist frei, die Tat ist stumm, Gehorsam blind.“

Heute wird das Wort Kadavergehorsam im Sinn von „blinder Gehorsam“ gebraucht, der den eigenen Tod nicht ausschließt:
- „Kadavergehorsam und Körperkult“ (über Nazi-Eliteschulen)
- „Außenpolitischer Kadavergehorsam“
- „Gewissensfreiheit statt Kadavergehorsam“

## Kai aus der Kiste
Die Beschreibung „… wie Kai aus der Kiste“, welche gerne als Kommentar zu einem überraschenden Vorschlag verwandt wird, entstammt einem Kinderroman von Wolf Durian, welcher 1924/25 als Fortsetzungsgeschichte in der Kinderzeitung Der heitere Fridolin erschien, danach wegen des großen Erfolgs 1926 auch als Buch veröffentlicht wurde. Es wird darin vom Titelhelden Kai erzählt, einem Berliner Straßenjungen, der mit Hilfe seiner Freunde den Wettstreit um den Titel und Posten des Reklamekönigs gewinnt, welcher von einem amerikanischen Schokoladenfabrikanten ausgelobt wird. Um aber überhaupt erst als Teilnehmer wahrgenommen zu werden, versteckt Kai sich zuvor in einer Kiste, die im Hotelzimmer des Fabrikanten abgeliefert wird.

## Kalter Krieg
Kalter Krieg war das Schlagwort für das frostige Verhältnis zwischen den beiden Machtblöcken und wurde als Bezeichnung für die Auseinandersetzung zwischen Staaten unterhalb der Schwelle eines offenen Krieges betrachtet. Sie findet sich in der amerikanischen Publizistik seit 1947, so bei Walter Lippmann („The Cold War. A Study in US Foreign Policy“).
Die Supermächte vermieden zwar den „heißen“ Krieg mit Waffeneinsatz gegeneinander, trieben aber das Wettrüsten voran, vor allem auf dem Gebiet der Atomwaffen. Die Drohung des Atomkriegs, den beide Seiten einkalkulierten, beschwor erstmals in der Menschheitsgeschichte die Gefahr der Selbstauslöschung herauf.
Der Interessenkonflikt drohte mehrmals militärisch zu eskalieren: in der Berlin-Blockade 1948, während des Korea-Kriegs 1950 und besonders in der Kuba-Krise 1962. Ein besonders augenfälliges Produkt des Kalten Krieges war die Spaltung Deutschlands und Europas entlang des „Eisernen Vorhangs“ durch Grenzanlagen mit Stacheldrahtzäunen, Wachttürmen und Selbstschussanlagen. Zum wichtigsten Symbol und Mahnmal des Ost-West-Konflikts wurde die 1961 errichtete Berliner Mauer. Eine ähnliche Lage entstand bei der noch heute bestehenden Teilung Koreas entlang des 38. Breitengrads.

## Kampf der Kulturen

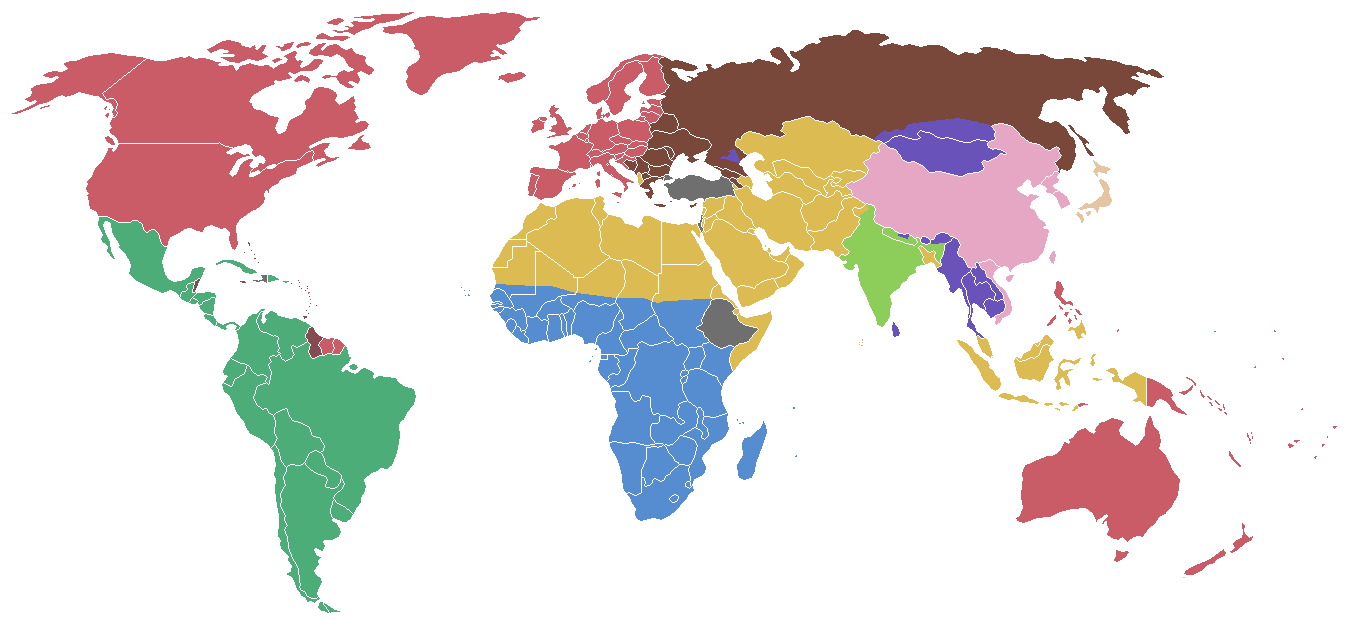
Huntingtons Einteilung der Welt in Kulturkreise

Der Begriff Kampf der Kulturen geht auf das Buch Clash of Civilizations and the Remaking of World Order des US-amerikanischen Politikwissenschaftlers Samuel P. Huntington zurück, wobei „Zusammenprall der Kulturen“ die genauere Übersetzung wäre.
Huntington stellte 1993 die These auf, dass die Weltpolitik des 21. Jahrhunderts nicht von Auseinandersetzungen politischer, ideologischer oder wirtschaftlicher Natur, sondern von Konflikten zwischen Angehörigen unterschiedlicher Kulturkreise bestimmt sein werde, insbesondere zwischen dem westlichen und dem islamischen.
Huntington teilt die Welt in folgende Kulturkreise ein. Jeder Kulturkreis hat einen Kernstaat, der das Machtzentrum darstellt.
- Sinisch – China
- Japanisch – Japan isoliert
- Hinduistisch – Indien
- Islamisch – Organisation der Islamischen Konferenz
- Slawisch-Orthodox – Russland
- Westlich – USA, EU (bzw. europäische Kernstaaten)
- Lateinamerikanisch (fraglich)
- Afrikanisch (ebenfalls fraglich)

## Kampf ums Dasein
„Kampf ums Dasein“ (englisch Struggle for Life) ist ein Schlagwort aus Charles Darwins grundlegendem Werk On the Origin of Species by Means of Natural Selection, or the Preservation of Favoured Races in the Struggle for Life (deutsch: „Über die Entstehung der Arten durch natürliche Zuchtwahl oder Die Erhaltung der begünstigten Rassen im Kampfe ums Dasein“), das im Jahr 1859 veröffentlicht wurde und als grundlegende Arbeit im Bereich der Evolutionstheorien gilt.
Der Begriff „Kampf ums Dasein“ wird als Zentralbegriff des so genannten Darwinismus sowie des Sozialdarwinismus gesehen. Herbert Spencer und Charles Darwin griffen auf die Bevölkerungslehre von Thomas Robert Malthus zurück, nach der ein potentiell exponentielles Wachstum von (auch menschlichen) Populationen zusammen mit der Begrenztheit an Ressourcen einen „Kampf ums Dasein“ notwendig macht. Darwin selbst nutzte das geflügelte Wort allerdings nur als Metapher für das Selektionsprinzip bzw. für die wechselseitigen Abhängigkeiten aller Organismen, die um Nahrung und Lebensraum konkurrieren wie etwa Vieh und Gras oder Buche und Eiche. Andere hingegen deuteten den Ausdruck als Überlegenheit und Recht des Stärkeren und gewalttätiger Krieg um das Überleben vor allem auch in menschlichen Gesellschaften. Von politischen Strömungen wurde dieser Begriff vielfach weltanschaulich missbraucht, um beispielsweise Eugenik, „Rassenhygiene“ oder Ausbeutung zu rechtfertigen.
Der Philosoph Bertrand Russell schrieb zu diesem Begriff:

„Das, was die Menschen den Kampf ums Dasein nennen, ist nichts anderes als der Kampf um den Aufstieg.“

## Kann denn Liebe Sünde sein?
Die rhetorische Frage „Kann denn Liebe Sünde sein?“ stammt aus dem 1938 gedrehten Film Der Blaufuchs, in dem Zarah Leander das berühmte Lied singt, das mit den folgenden Worten beginnt:
Jeder kleine Spießer macht

das Leben mir zur Qual,

denn er spricht nur immer von Moral.
Einige Verse weiter unten heißt es dann:
Kann denn Liebe Sünde sein?

Darf es niemand wissen,

wenn man sich küsst,

wenn man einmal alles vergisst,

vor Glück?
Der Text stammte von Bruno Balz und die Musik von Lothar Brühne. Durch den homosexuellen Balz gedichtet und durch seine Freundin und Homosexuellen-Ikone Leander mit ihrer tiefen Stimme gesungen, war das Lied gerade auch wegen des Themas unter Homosexuellen und Homophilen vor allem bis Anfang der 1970er Jahre sehr beliebt und wurde auch danach von vielen Damenimitatoren und Travestiekünstlern interpretiert.
Einen ähnlichen Gedanken findet man bereits in Gotthold Ephraim Lessings 1755 entstandenem Trauerspiel Miss Sara Sampson, in dem Lady Marwood sagt:

„Es ist kein Verbrechen, geliebt haben; noch viel weniger ist es eines, geliebt worden sein.“

Ulrike Sanders gab 1988 ihrer Zarah-Leander-Biografie den sinnigen Titel Kann denn Schlager Sünde sein?

## Kanonisches Alter
Kanonisches Alter bezeichnet ursprünglich jede Festlegung einer Anzahl von Lebensjahren zur Erlangung bestimmter Rechte und Pflichten nach dem Kanonischen Recht, also dem Kirchenrecht (CIC).
Im Besonderen versteht man jedoch unter kanonischem Alter die Regel, dass ein Kandidat zur Erlangung des priesterlichen Weihesakraments das 25. Lebensjahr vollendet haben muss (c. 1031 CIC).
Weitere Mindestalter-Vorgaben:
- Wahrnehmung des Bischofsamtes: 35 Jahre
- Zulassung zum Noviziat: 17 Jahre
- Ablegung der zeitlichen Profess: 18 Jahre, der ewigen Profess: 21 Jahre
- Zulassung in Säkularinstituten: 17 Jahre
- Mindestalter zur Übernahme einer Taufpatenschaft: 16 Jahre. Der Taufpate muss zudem gefirmt sein.
- Kirchliche Trauung: Mann 16, Frau 14 Jahre zur Gültigkeit; in Deutschland nach c. 1071 § 1 No. 2 (weltliche Eheverbote) 18 Jahre zur Erlaubtheit

Im Volksmund nannte man auch die nicht genau bestimmte Altersvorschrift für nicht verwandte Pfarrhaushälterinnen (40–45 Jahre) kanonisches Alter.
Unter Kanoniker versteht man heute Kleriker aller Weihestufen, die Mitglieder eines Kapitels an einer Kathedrale, Basilika oder Ordenskirche sind und an der gemeinsamen Liturgie als Kapitulare teilnehmen.

## Karnickel hat angefangen.

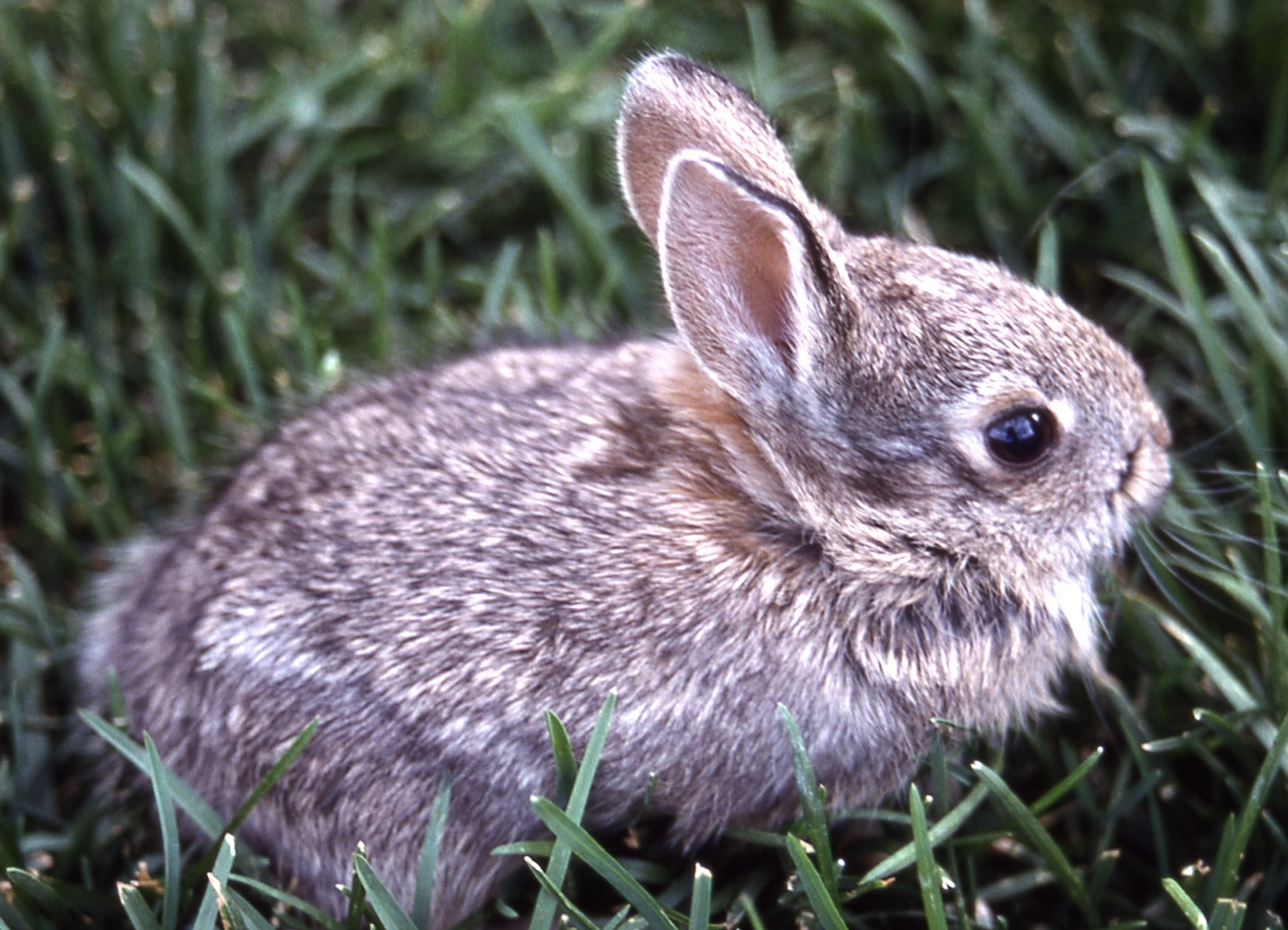
Kaninchen

Diese berlinische Redensart stammt aus dem 19. Jahrhundert. Das „Karnickel“ steht hier für denjenigen, der in einem Streit nicht nur der Unterlegene ist, sondern auch noch die Schuld am Streit zugeschrieben bekommt.
Vermutlich geht die Redensart auf die letzte Zeile eines Gedichtes von Friedrich Christoph Förster zurück, das er unter dem Titel „Karnikkeltod“ 1827 veröffentlichte.
Im Gedicht wird geschildert, dass ein junger Maler mit seinem Hund, einem Windspiel namens Presto, über den Markt geht. Am Stand eines Gärtners sitzt unter dem Grünkohl ein Kaninchen und der Hund beginnt ihm „den Pelz zu befühlen“. „Karnikkel denkt: er will ‚backe Kuchen‛ spielen“ so heißt es in dem Gedicht. Der Hund beißt es tot und der Gärtner ruft so die Polizei herbei. In die Angelegenheit mischen sich zahlreiche Personen auf dem Markt ein. Schließlich tritt ein Schusterjunge hinzu und spricht den Maler an:

„… hier gilt kein Bangemachen.
 Lieber Herr, Sie können dreist lachen,
 Nur immer mit auf die Polizei gegangen,
 Ich hab’ es gesehen: Karnickel hat angefangen.“

Der Zitatensammler Georg Büchmann schreibt in seinen Geflügelten Worten:

„Ein Schusterjunge, der dem Streite zugehört hat, nimmt Partei für den Herrn und verspricht, gegen ein Trinkgeld zu bezeugen, ‚det der Karnickel hat angefangen‘ (dass das Kaninchen angefangen hat). Der Ausdruck ist jetzt auch ins Französische übergegangen. Am Schluss eines Artikels «Aménités» der Pariser Zeitung «Le Bien public», No. 66, 7. März 1877, heisst es: «Encore une fois, c’est le lapin qui a commencé!»“

Mit der Redensart erklärt man scherzhaft einen offensichtlich Unschuldigen zum Sündenbock für Uneinigkeiten.

## Kastanien aus dem Feuer holen

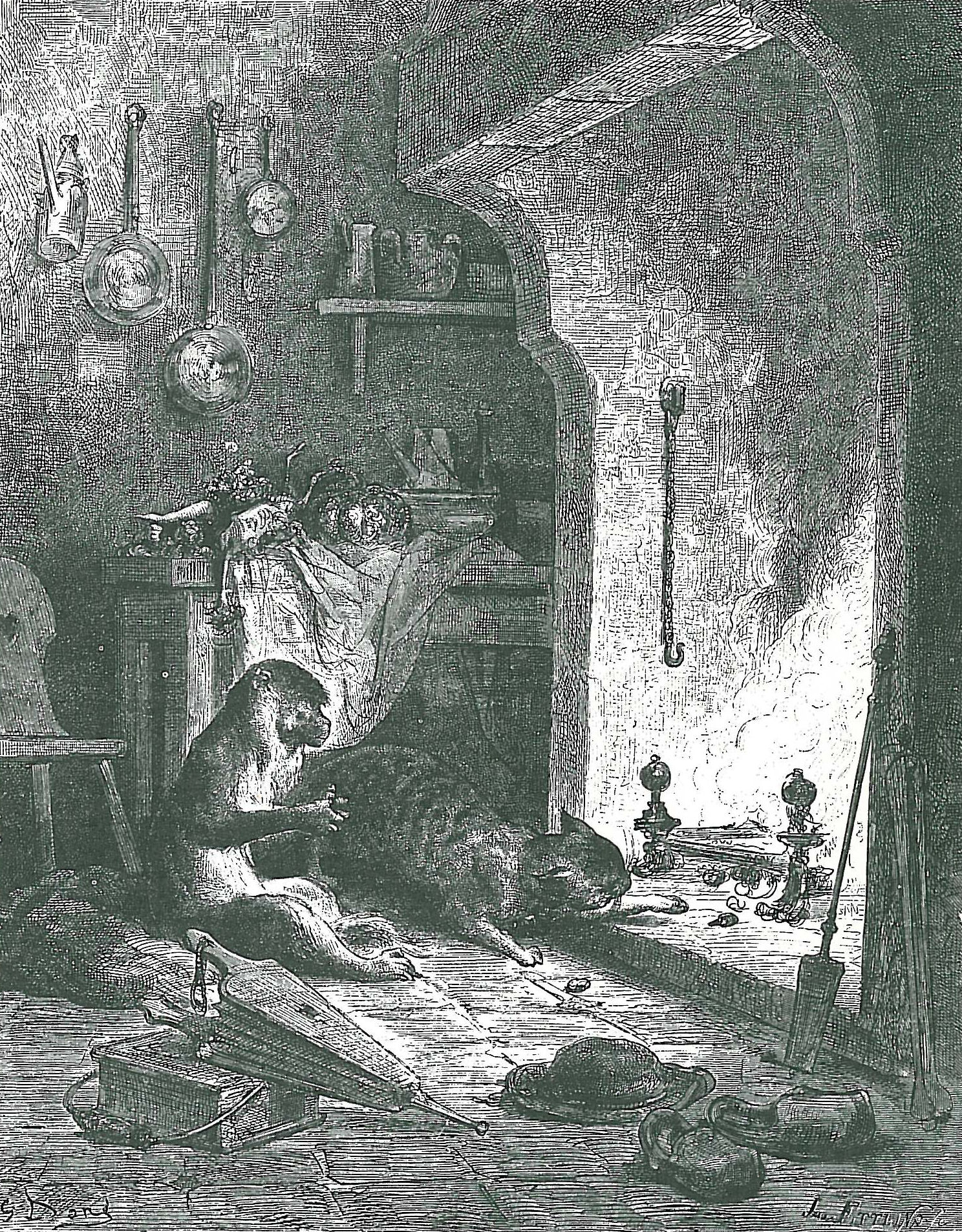
„Kastanien aus dem Feuer holen“

Die Redewendung „Kastanien aus dem Feuer holen“ (französisch Tirer les marrons du feu) stammt aus der Fabel von La Fontaine Le singe et le chat (Der Affe und die Katze), in der der Affe Bertrand die Katze Raton überredet, für ihn geröstete Kastanien aus dem Feuer zu holen:

„Zu Raton sagte Bertrand alsogleich:
 »Hier, Brüderlein, mach deinen Meisterstreich
 Und hol sie uns. O hätte Gott mich Affen,
 Kastanien aus der Glut zu scharrn, erschaffen,
 So hätten wir schon unsre Freude dran!«
 Raton war stolz. Er nickte und begann
 Ganz sacht die Asche mit der Pfote zu entfernen.
 Er zog die Krallen schnell zurück.
 Ach, solche Arbeit war ein heißes Stück!
 Indes, er mühte sich, die neue Kunst zu lernen,
 Und legte nach und nach Kastanien frei.
 Die erste flog heraus, es folgten zwei und drei,
 Und Bertrand hinter ihm ergriff und knackte sie.“

Während Bertrand die Kastanien allein isst, ohne Raton auch nur eine davon abzugeben, reibt sich der Kater die verbrannten Pfoten.
Wenn jemand die Kastanien aus dem Feuer holt, so bedeutet das, dass er sich für einen anderen in Gefahr begibt und womöglich auch keinen Dank dafür erntet. Diese Redensart wird auch in der politischen Berichterstattung verwendet. So heißt es über das Verhältnis des russischen Präsidenten Wladimir Wladimirowitsch Putin zum belarussischen Präsidenten Aljaksandr Lukaschenka:

„Die Präsidenten beider Länder wissen dabei durchaus, was sie aneinander haben: Während Lukaschenko aus Putins Integrationsdrang Kapital für eine zweite Karriere als GUS-Politiker zu schlagen sucht, lässt Putin den politisch unkorrekten Lukaschenko jene Kastanien aus dem Feuer holen, an denen sich das politisch korrekte Moskau nicht die Finger verbrennen will“

## Kategorischer Imperativ
Der kategorische Imperativ ist die ethische Grundnorm in der Philosophie Immanuel Kants. Er gelte für alle vernunftbegabten Wesen und lautet folgendermaßen:

„Handle nur nach derjenigen Maxime, durch die du zugleich wollen kannst, dass sie ein allgemeines Gesetz werde.“

Je nachdem, ob man die so genannte Universalisierungs-Formel als identisch mit der Allgemeinen Formel oder mit der Autonomie-Formel betrachtet, erscheint der kategorische Imperativ bei Kant in fünf bzw. sechs (für Kant gleichwertigen) Formeln.

## Katilinarische Existenz

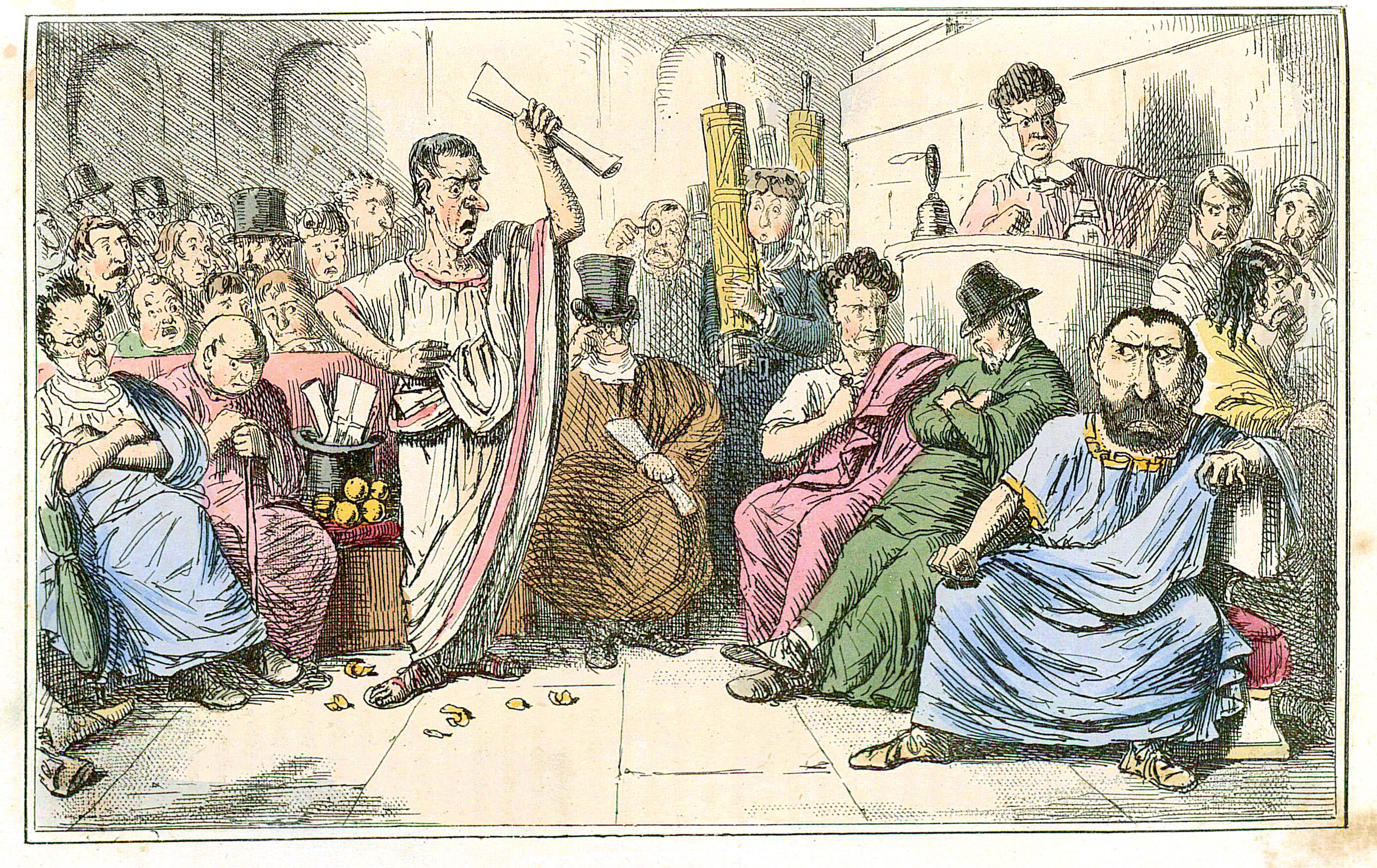
Cicero verdammt Catilina im römischen Senat.

In Anspielung auf die Verschwörung des römischen Prätors Lucius Sergius Catilina gebrauchte Otto von Bismarck 1862 in der Sitzung der Budgetkommission des preußischen Abgeordnetenhauses diesen Ausdruck:

„Im Lande gibt es eine Menge katilinarischer Existenzen, die ein großes Interesse an Umwälzungen haben.“

Der römische Politiker Catilina wurde bekannt durch die von ihm durchgeführte Catilinarische Verschwörung, ein misslungener Umsturzversuch im Jahr 63 v. Chr., mit der er die Macht in der römischen Republik an sich reißen wollte.
Eine Katilinarische Existenz ist eine heruntergekommene, verzweifelte Person, die nichts zu verlieren hat, wie es auch bei Catilina selbst der Fall war (in den Gallettiana kurz und bündig mit dem Spruch „Die Revolution des Katilina bestand darin, dass er Schulden hatte“ umschrieben). So wird der Ausdruck auch im Titel von Hubert Lengauers Aufsatz über den österreichischen Schriftsteller Ferdinand Kürnberger im Vormärz verwendet:

„Katilinarische Existenz. Mühen und Mutationen eines alten Achtundvierzigers im Nachmärz.“

Der bayerische Schriftsteller Ludwig Thoma zitiert diesen Ausdruck in seinen Lausbubengeschichten im Zusammenhang mit einer Standpauke:

„Da fuhr er mich aber an und schrie so laut, daß es der Pedell draußen hörte und es allen erzählte. Er sagte, daß ich eine Verbrechernatur habe und eine katilinarische Existenz bin und daß ich höchstens ein gemeiner Handwerker werde und daß schon im Altertum alle verworfenen Menschen so angefangen haben wie ich.“

## Kaudinisches Joch
Dieser bildungssprachliche Ausdruck für eine schimpfliche Demütigung geht auf die römische Geschichte zurück. Der Geschichtsschreiber Livius berichtet, dass das römische Heer 321 v. Chr. nach seiner Niederlage in der Schlacht an den Kaudinischen Pässen bei dem mittelitalischen Ort Caudium durch ein aus den Speeren der siegreichen Samniten gebildetes Spalier hindurchgehen musste. Da die Römer dem Hungertod nahe waren, willigten sie ein und ließen sich „unterjochen“.
Darauf Bezug nehmend, bezeichnet die Redewendung kaudinisches Joch eine schmachvolle Erniedrigung. Diese Demütigung verziehen die Römer den Samniten nicht und sobald sie sich erholt hatten, nahmen sie die Kampfhandlungen umso entschlossener wieder auf.
Der sozialdemokratische Präsidentschafts-Kandidat Carlo Schmid sagte 1959 im Auswärtigen Ausschuss des Bonner Bundestags nach seiner Rückkehr aus Moskau, mit Bezug auf die Annahme von Bedingungen des Siegers, zum Thema deutsche Wiedervereinigung:

„Das kaudinische Joch kann auch befreien.“

## Kaum gegrüßt – gemieden.
Dieses Zitat stammt aus Nikolaus Lenaus Gedicht Der Postillon, wo es in der 7. Strophe angesichts der schnellen Fahrt mit der Postkutsche heißt:
Wald und Flur im schnellen Zug

Kaum gegrüßt – gemieden;

Und vorbei, wie Traumesflug,

Schwand der Dörfer Frieden.

## Kaviar für das Volk

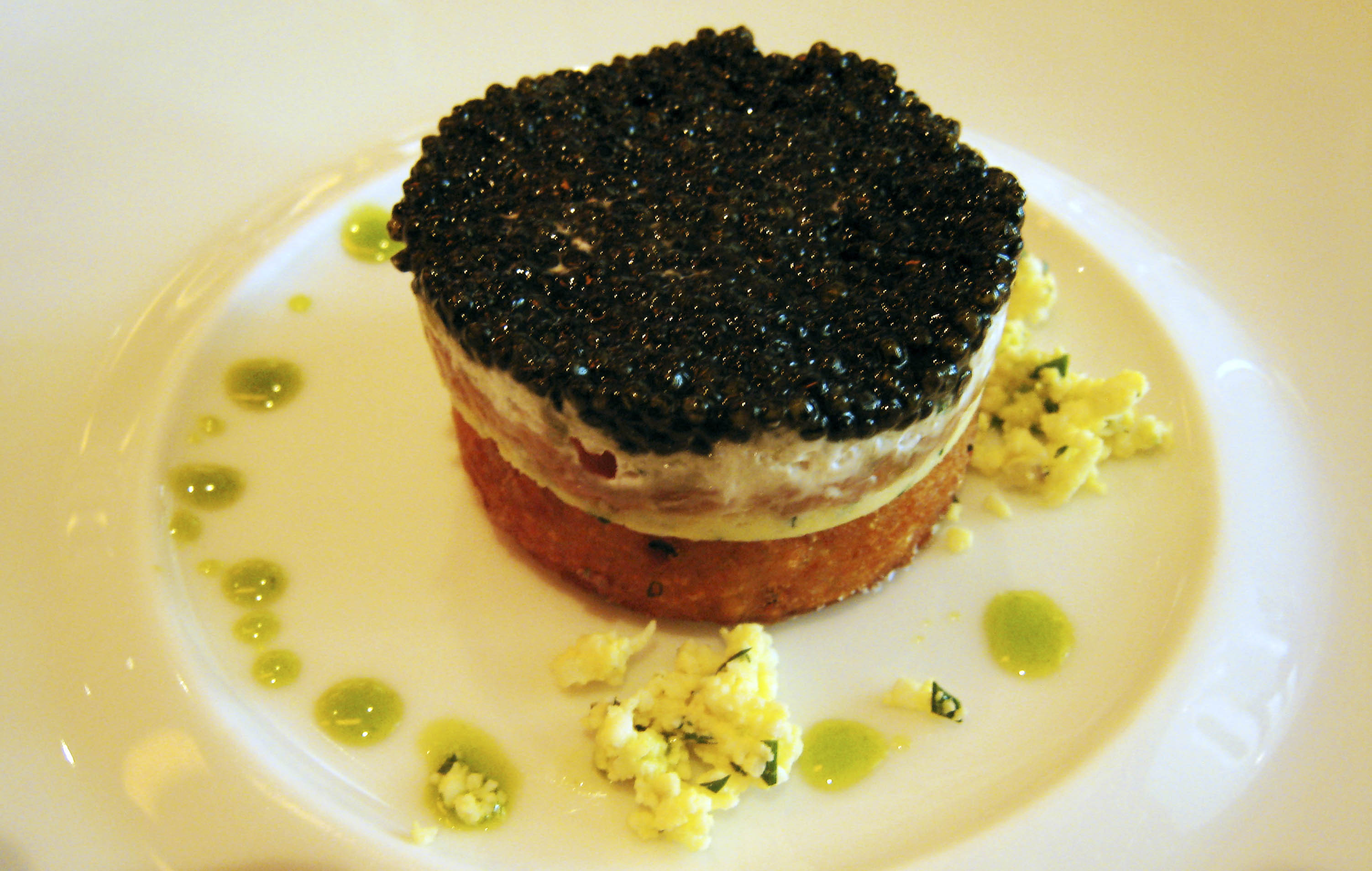
Kaviar

In William Shakespeares Drama Hamlet fordert der Titelheld einen der Schauspieler auf, eine Rede aus einem Stück vorzutragen, das beim breiten Publikum keinen Anklang gefunden hatte:

“Caviare to the general.”

Mit dem Zitat bezeichnet man etwas, das von der breiten Masse in seiner Qualität nicht erkannt wird. Kaviar ist gesalzener Rogen (Eier) von verschiedenen Stör-Arten und kann je nach Qualität bis zu 7000 Euro pro Kilogramm kosten.
Unter der Überschrift Kaviar für das Volk heißt es in der Wochenzeitung Die Zeit 1969 über den ersten künstlichen Kaviar auf der Basis von Kasein:

„Damit der Kaviar auch unters Volk kommt, will man ein Netz von Geschäften einrichten, in denen ‚synthetische Lebensmittel‘ geführt werden.“

## Kein Feuer, keine Kohle kann brennen so heiß.

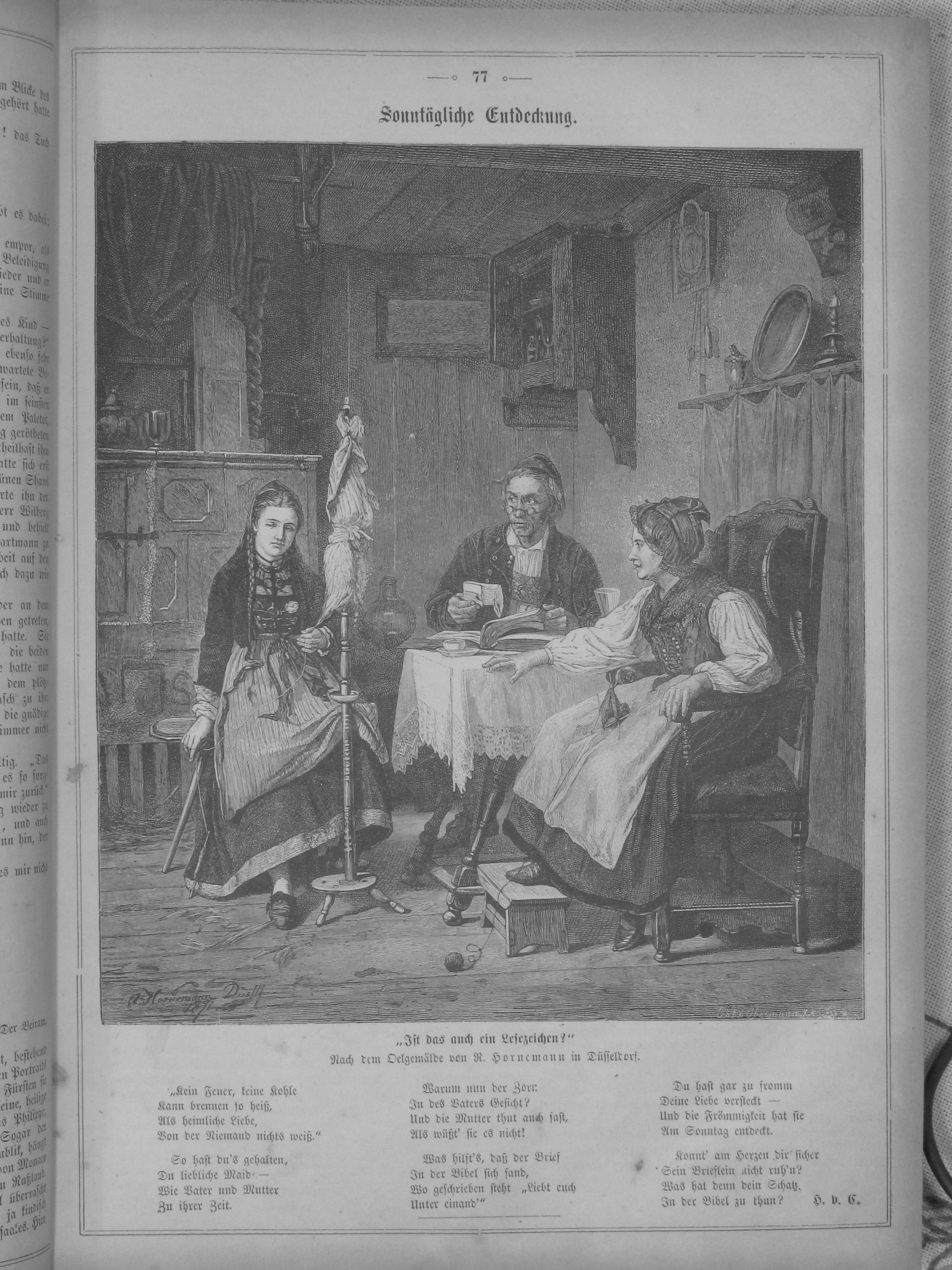
Die Gartenlaube, 1873, Sonntägliche Entdeckung – Ist das auch ein Lesezeichen?, nach dem Ölgemälde von R. Hornemann, Düsseldorf

So beginnt ein aus dem 18. Jahrhundert stammendes Volkslied. Die erste Strophe lautet vollständig:

„Kein Feuer, keine Kohle
 kann brennen so heiß
 als heimliche Liebe, von der niemand nichts weiß.“

Man verwendet das Zitat meist scherzhaft, um auf ein verborgenes Liebesverhältnis anzuspielen.

## Kein Klang der aufgeregten Zeit drang noch in diese Einsamkeit.
Mit diesen Versen endet das Gedicht Abseits von Theodor Storm. Das Gedicht beschreibt einen stillen Sommernachmittag in einem abgeschiedenen Heidedorf. Es heißt dort in der letzten Strophe:

„Kaum zittert durch die Mittagsruh
 Ein Schlag der Dorfuhr, der entfernten;
 Dem Alten fällt die Wimper zu,
 Er träumt von seinen Honigernten.
 – Kein Klang der aufgeregten Zeit
 Drang noch in diese Einsamkeit.“

In der Kritik zu einer Multi-Media-Schau über Theodor Storm heißt es:

„‚Kein Klang der aufgeregten Zeit…
 Drang noch in diese Einsamkeit‘ dichtete Theodor Storm 1848 in der Heide. Und ‚Kein Klang der aufgeregten Zeit‘, so schien es, konnte die 30 Besucher am Abend des 2. März im Schalthaus erreichen.“

## Kein Mensch muss müssen.
Diese Redensart stammt vermutlich aus Gotthold Ephraim Lessings 1779 uraufgeführten Drama Nathan der Weise, wo Nathan im 3. Auftritt des 1. Aufzugs zum Derwisch sagt:
Kein Mensch muss müssen, und ein Derwisch müsste?

Was müsst er denn?
Die Antwort lautet:
Warum man recht ihn bittet,

Und er für gut erkennt, das muss ein Derwisch.

## Kein Platz für wilde Tiere
Kein Platz für wilde Tiere ist ein 1954 erschienenes Buch des Zoologen Bernhard Grzimek, in dem es um die bedrohte Tierwelt Afrikas geht. Das Buch schildert die Eindrücke einer Kongo-Expedition im Jahr 1954. Nach dem Erfolg des Buches überredete Michael Grzimek seinen Vater, das Buch zu verfilmen. Der Film wurde in dreiundsechzig Ländern gezeigt und brachte hohe Einnahmen ein.
Der Buchtitel wird heute häufig zur Bildung von Slogans abgewandelt wie zum Beispiel:
- „Kein Platz für Rassismus!“
- „Kein Platz für Gefühle“
- „Kein Platz für Atommüll“

## Kein Schwein ruft mich an.
Diese melancholischen Worte sind der Titel eines Schlagers, mit dem der Bariton Max Raabe 1992 einem breiten Publikum bekannt wurde. Das Lied beginnt mit der folgenden Strophe:
Kein Schwein ruft mich an.

Keine Sau interessiert sich für mich.

Solange ich hier wohn’,

ist es fast wie Hohn,

schweigt das Telefon.
Der Liedtitel wird oft zitiert, wie zum Beispiel bei einem Erfahrungsbericht über Handys oder einem Artikel mit dem Titel Warum wir gute Freunde brauchen. Außerdem ist er ein beliebter Klingelton.

## Kein Vietnamese hat mich jemals Nigger genannt.

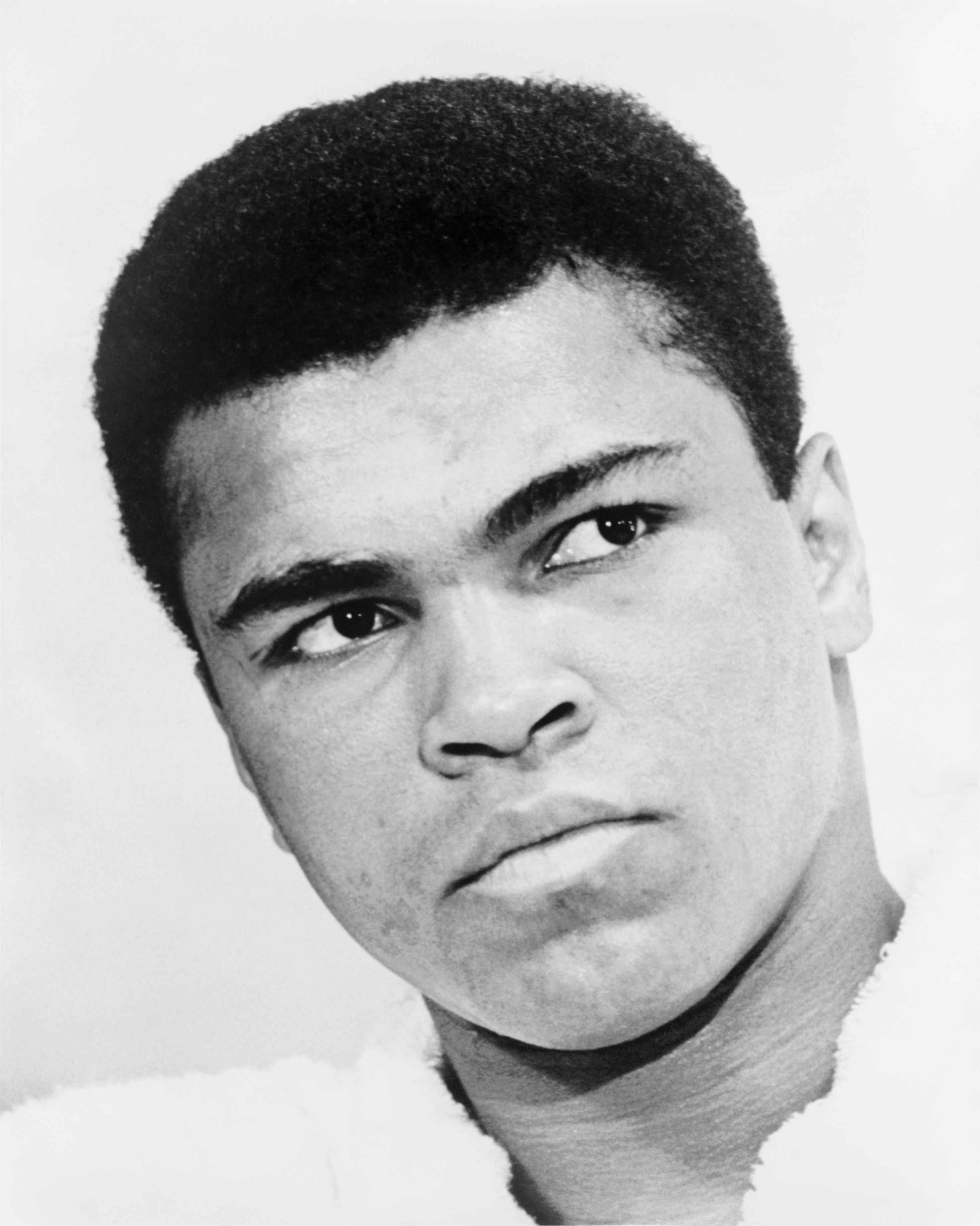
Cassius Clay

Der US-amerikanische Boxer Cassius Clay (später Muhammad Ali) soll mit diesen Worten seine Weigerung begründet haben, als Soldat in den Vietnamkrieg zu ziehen:

“No Vietnamese ever called me a nigger.”

Es gibt allerdings keinen Beleg dafür. Clays Biograf Thomas Hauser versuchte dieses Zitat zu belegen, konnte jedoch keinen Nachweis bringen, dass diese Aussage in dieser oder einer ähnlichen Form tatsächlich gefallen ist.
1964 wurde Clay von der US-Armee als für den Wehrdienst untauglich eingestuft. Diese Einstufung wurde jedoch später revidiert und Ali hätte den Militärdienst antreten müssen, der ihn wahrscheinlich in den Vietnamkrieg geführt hätte. Doch Ali weigerte sich, was in den USA als Straftat galt, da es das Recht der Wehrdienstverweigerung in den USA nicht gab. Daraufhin erhielt er ein Verbot für Boxkämpfe in den Vereinigten Staaten, zudem wurde ihm der Reisepass entzogen.
Randall Kennedy, Professor an der renommierten Harvard Law School, schreibt in seinem Buch mit dem Titel Nigger – die seltsame Karriere eines schwierigen Wortes über das N-Wort, eines der schlimmsten US-amerikanischen Schimpfwörter:

„Erst nach dem Erfolg der Bürgerrechtsbewegung fingen die Schwarzen an, sich mit dem N-Wort zu beschäftigen. „Kein Vietnamese hat mich jemals Nigger genannt“ – mit dieser legendären Begründung weigerte sich Muhammed Ali, in den Vietnamkrieg zu ziehen. Gut 30 Jahre später kann es sich kein Politiker mehr leisten, das N-Wort auszusprechen.“

## Kein Wässerchen trüben können
Diese Redewendung mit der Bedeutung „völlig harmlos sein“ hat ihren Ursprung in einer Fabel des römischen Fabeldichters Phädrus. Darin wirft ein Wolf, der an einem Bach trinkt, einem weiter unterhalb aus dem gleichen Bach trinkenden Lamm vor, es habe sein Wasser trübe gemacht. Das Lamm verteidigt sich mit dem Hinweis, dass der Bach doch nicht bergauf fließe. Doch der Wolf frisst das Lamm nach weiteren sinnlosen Beschuldigungen „zur Strafe“ auf.
Der Schriftsteller Rudolf Hagelstange erzählt diese Fabel so:
Ein Wolf, der aus einem Bache trank, bemerkte etwas weiter unterhalb ein Lamm, das ein wenig Wasser schleckte. „Oh!“ dachte er, „das ist eine gute Abendmahlzeit. Mir fehlt nur noch ein gutes Argument, um sie an mich zu bringen. Dann habe ich Essen und Trinken beisammen.“
„He du da unten!“ rief er böse. „Glaubst du, du könntest mir ungestraft mein Wasser trüben?!“
„Es ist leider gar nicht möglich“, erwiderte das Lamm, „dass ich dir das Wasser trübe. Ganz abgesehen davon, dass ich nur mit der Zunge nippe – ich trinke ja flussabwärts von dir!“

## Keine Experimente!
Keine Experimente lautete der Slogan der CDU im Bundestagswahlkampf 1957. Die CDU wollte mit diesem Slogan die Wählerschaft dazu aufrufen, für den Erhalt des von der Union in der Nachkriegszeit bisher Erreichten zu stimmen, anstelle für die SPD zu votieren, da mit einem möglichen Sieg in Zeiten des Kalten Krieges ein hoher Unsicherheitsfaktor einhergehen würde. Der Slogan wird bis heute mit dem größten Triumph bei einer Bundestagswahl in der Geschichte der Christdemokraten in Verbindung gebracht und gilt als der bekannteste deutsche Wahlkampfslogan überhaupt.
Die SPD plädierte im Wahlkampf 1957 für einen Austritt Deutschlands aus der NATO sowie einen Austritt der DDR aus dem Warschauer Pakt, wodurch eine möglichst rasche Wiedervereinigung des geteilten Landes ermöglicht werden sollte.
Der Slogan wurde von einer Werbeagentur erfunden und Konrad Adenauer wird folgendermaßen zitiert:

„Wenn die Reklamefritzen dat meinen, dann machen wa dat so!“

## Keine Feier ohne Meyer
Mit diesem Slogan wurde in den 1930er Jahren für die Sektkellerei Meyer geworben. Die Sektkellerei Gratien & Meyer gehört zu den ältesten Sektkellereien in Frankreich.
Auch die schon vor 1900 gegründete Berliner Lebensmittel- und Weinhandlung Meyer, die zeitweise mehr als 600 Filialen betrieb und bis in die 1980er Jahre bestand, warb mit diesem Spruch.
Nachdem Hermann Göring sagte, er wolle Meier heißen, wenn ein einziges feindliches Flugzeug nach Berlin käme, wurde der Spruch auf ihn gemünzt, da er viele Feierlichkeiten besuchte.
In Disneys deutscher Synchronisation des Dschungelbuchs kommt die Abwandlung „Keine Feier ohne Geier“ vor.
Heute wird der Slogan von einem Unternehmen genutzt, das sich auf Partygestaltungen spezialisiert hat.

## Keine Macht für Niemand

Albumcover

Keine Macht für Niemand ist der Name des wohl bekanntesten Lieds der Band Ton Steine Scherben:
Im Süden, im Osten, im Westen, im Norden,

es sind überall dieselben, die uns ermorden.

In jeder Stadt und in jedem Land,

schreibt die Parole an jede Wand.

Schreibt die Parole an jede Wand.

Keine Macht für Niemand!

Keine Macht für Niemand!
Die Doppel-LP von 1972 wie auch das Lied Keine Macht für Niemand prangert gesellschaftliche und politische Missstände an. Die Texte fordern zum Widerstand gegen das bestehende System auf.

## Keine Mauer ist so hoch, dass ein mit Gold beladener Esel sie nicht übersteigen kann
Keine Mauer ist so hoch, dass ein mit Gold beladener Esel sie nicht übersteigen kann wird Philipp II. von Makedonien zugeschrieben. Der Ausspruch bringt bildhaft zum Ausdruck, dass annähernd jeder Schutz oder Widerstand durch Zahlung von hinreichend vielem Geld überwunden werden kann. Abgewandelt lautet der Spruch: Für einen mit Gold beladenen Esel gehen die Tore jeder Stadt auf.

## Keine ruhige Minute
Keine ruhige Minute ist ein stark autobiografisch geprägtes Lied von Reinhard Mey, in dem er 1979 die Geburt seines ersten Kindes besingt. Das Lied hat folgenden eingängigen Refrain:
Keine ruhige Minute ist seitdem mehr für mich drin.

Und das geht so, wie ich vermute, bis ich hundert Jahre bin.
Meist wird mit diesen Worten die Geburt des ersten Babys in einer Familie kommentiert. Das Zitat wird aber auch in anderem Zusammenhang verwendet. So überschreibt der Focus einen Artikel über die Hyperaktivitätsstörung ADHS mit den Worten „Keine ruhige Minute.“

## Keinen Hund (mehr) hinter dem Ofen hervorlocken
Mit dieser Redewendung wird ausgedrückt, dass man mit einer Sache kein Interesse (mehr) wecken kann. Zu ihrer Verbreitung trug wohl die Ballade Der Kaiser und der Abt von Gottfried August Bürger bei, in der sich der gewitzte Schäfer Hans Bendix selbst mit folgenden Worten charakterisiert:

„Versteh’ ich gleich nichts von lateinischen Brocken,
 So weiß ich den Hund doch vom Ofen zu locken.
 Was ihr euch, Gelehrte, für Geld nicht erwerbt,
 Das hab ich von meiner Frau Mutter geerbt.“

Mit seinem Mutterwitz will er dem Abt von St. Gallen helfen, drei schwierige Rätsel zu lösen, die diesem vom Kaiser gestellt wurden.
Heute wird diese Redewendung oft so gebraucht:

„Was früher noch aufregte, holt heute keinen müden Hund mehr hinter dem Ofen hervor.“

## Keiner ist so verrückt, dass er nicht einen noch Verrückteren fände, der ihn versteht.
Der Dichter Heinrich Heine schrieb in seiner Harzreise, als er hörte, wie ein Schneidergesell das Volkslied Ein Käfer auf dem Zaune saß; summ, summ! sang:

„Das ist schön bei den Deutschen: Keiner ist so verrückt, dass er nicht einen noch Verrückteren fände, der ihn versteht. Nur ein Deutscher kann jenes Lied nachempfinden und sich dabei totlachen und totweinen.“

Ein ewiges Thema Heines war sein Deutschsein. Zu oft wurde ihm klargemacht, dass er nicht dazu gehörte.

## Kennst du das Land, wo die Zitronen blühn?

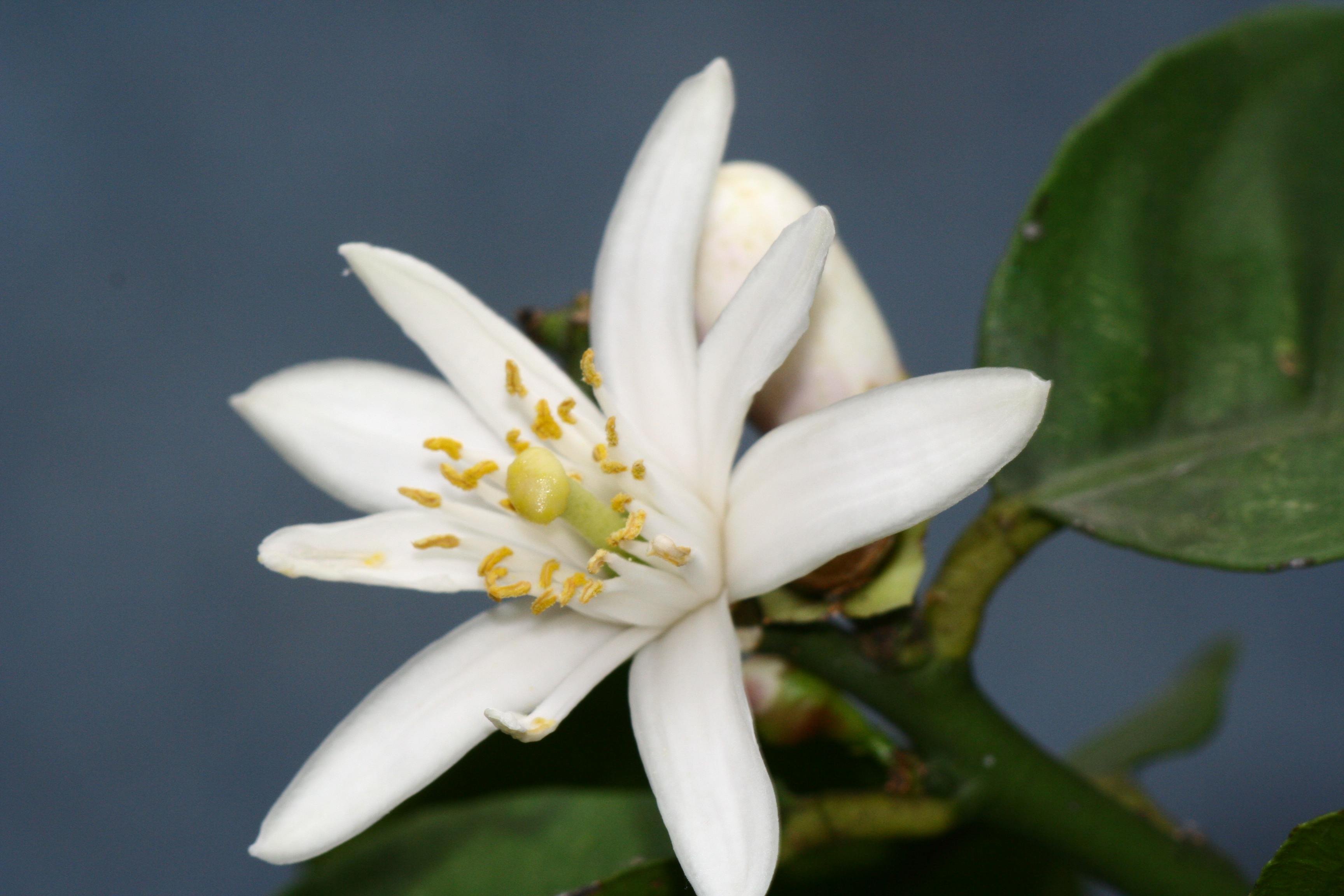
Zitronenblüte

Mit diesem Vers beginnt das berühmte Lied der Mignon in Goethes Roman Wilhelm Meisters Lehrjahre. Mignon drückt damit ihr Verlangen nach ihrer Heimat Italien aus. Die erste Strophe lautet:
Kennst du das Land, wo die Zitronen blühn,

Im dunkeln Laub die Goldorangen glühn,

Ein sanfter Wind vom blauen Himmel weht,

Die Myrte still und hoch der Lorbeer steht?

Kennst du es wohl? Dahin!

Dahin möcht’ ich mit dir,

O mein Geliebter, ziehn.
Das Lied wurde besonders durch seine verschiedenen Vertonungen bekannt und „das Land, wo die Zitronen blühn“ wurde für Bildungsreisende zum Synonym für Italien.
Erich Kästner zeichnete 1928 ein prophetisches Bild vom Zweiten Weltkrieg, indem er ein Gedicht mit dem Titel Kennst du das Land, wo die Kanonen blühn? schrieb.
Die letzte Strophe lautet:
Dort reift die Freiheit nicht. Dort bleibt sie grün.

Was man auch baut – es werden stets Kasernen.

Kennst du das Land, wo die Kanonen blühn?

Du kennst es nicht? Du wirst es kennen lernen!

## Kevin ist kein Name, sondern eine Diagnose
Das geflügelte Wort eines unbekannten Verfassers entstand in den 2000er Jahren in einer Welle von Witzen und Spott über den Vornamen Kevin im deutschsprachigen Raum. Etwa seit dieser Zeit gilt der Vorname dort zusammen mit anderen englischen, französischen und exotischen Vornamen (z. B. Chantal, Mandy) als unterschichtentypisch. Namensträgern wird vor allem Bildungsferne, schlechte Erziehung und Verhaltensauffälligkeit nachgesagt.

## Kilroy was here.

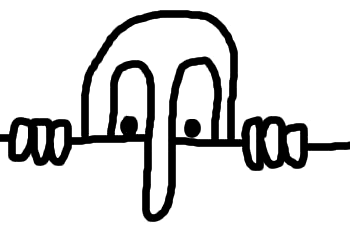
Kilroy ohne Schriftzug

Die Figur Kilroy wurde weltberühmt durch den Satz „Kilroy was here“ („Kilroy war hier“), der im Zweiten Weltkrieg von US-Soldaten an die unmöglichsten Stellen geschrieben wurde.
Der Satz wurde oft von einem Bild begleitet, das ein Gesicht mit einer länglichen Nase und zwei runden Augen zeigte. Dieses Gesicht schaute über eine Mauer und war meist das einzige, aus dem das Bild bestand. Manchmal wurden zusätzlich drei Finger gemalt, die sich an der Mauer festhielten.
Die bis heute wahrscheinlichste Erklärung ist, dass der Satz „Kilroy was here“ von dem Schiffsinspektor James J. Kilroy stammt.
Kilroys Aufgabe war es, die Arbeiter mit den Nietenmaschinen zu kontrollieren und zu prüfen, wie viele Löcher sie gefüllt hatten. Damit er nichts doppelt zählte und um seinen Vorgesetzten zu zeigen, dass er seine Arbeit auch machte, begann er, den Rumpf der Schiffe, welche er bereits kontrolliert hatte, mit „Kilroy was here“ zu versehen.
Als ein Schiff dann für einen Militäreinsatz genutzt wurde und Truppen transportieren sollte, war dieser Satz für die Soldaten ein großes Mysterium.
Als Gag schrieben die Soldaten dann überall, wo sie hinkamen, den Satz hin und behaupteten, er habe schon da gestanden, als sie ankamen. Aus dem Spiel wurde ein Wettbewerb: Es galt, als erster das Bild und den Slogan an die unmöglichsten Stellen zu malen, die man sich denken konnte.

## Kinder des Olymp
Kinder des Olymp ist ein im Schauspielermilieu spielender französischer Film (Originaltitel: Les enfants du Paradis). Der deutsche Titel ist die wörtliche Übersetzung des französischen, da der höchste Rang im Theater französisch paradis, deutsch Olymp heißt.
Der Film erzählt die Beziehungen einer Frau zu vier Männern im Pariser Theatermilieu um 1835. Die vier Männerfiguren, von denen jedenfalls drei tatsächlich lebten, gruppieren sich um Garance, deren Schönheit und Anziehung sich niemand zu entziehen vermag.
Man spricht von Kindern des Olymp zur Charakterisierung von Menschen, die außerhalb des bürgerlichen Milieus leben:
- „Kinder des Olymp schwul-lesbische Sportgruppe Mainz“

## Kinder statt Inder.

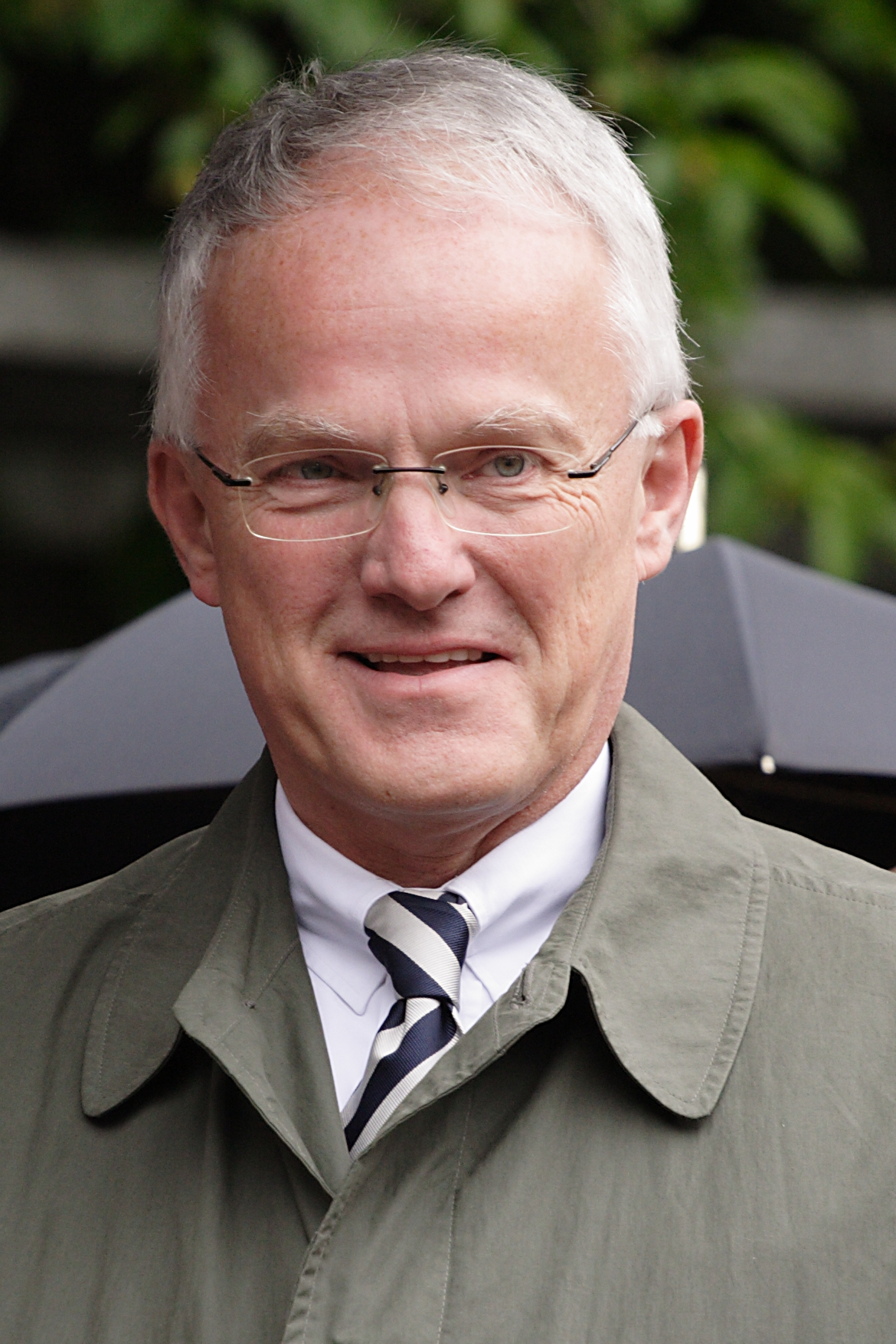
Jürgen Rüttgers, 2006

Dieser Slogan wird dem nordrhein-westfälischen CDU-Spitzenkandidaten Jürgen Rüttgers im Landtagswahlkampf 2000 zugeschrieben. Gegenstand des Slogans war die Diskussion um Zuwanderung ausländischer IT-Experten und sollte bedeuten „Mehr Ausbildung statt mehr Einwanderung“.
Hintergrund war ein Interview (von der Nachrichtenagentur AP, veröffentlicht in der WAZ vom 8. März 2000), in dem Rüttgers sagte:

„Statt Inder an die Computer müssen unsere Kinder an die Computer.“

Daraus wurde dann die griffige Schlagzeile: „CDU-Politiker: Kinder statt Inder an die Computer“, die reduziert auf das Schlagwort „Kinder statt Inder“ dann von den Republikanern im Landtagswahlkampf 2000 übernommen wurde.
Es entstand andererseits auch eine online-Aktion gegen diesen Slogan unter der Adresse www.kinder-statt-inder.de. Auf dieser Website heißt es zum Thema Einsatz deutscher Fachkräfte:

„Es zeugt von einer bemerkenswerten Unverfrorenheit, wenn der Ex-Zukunftsminister Rüttgers in der Sendung ‚Berlin Mitte‘ unumwunden zugibt, daß der Fachkräfte-Mangel ja durchaus auch schon in den Jahren voraussehbar war, als seine Partei noch die Regierungsverantwortung trug. Ja, wo hat er sie denn nur, die neuen Softwarespezialisten, die TCP/IP Netzspezialisten, die Sicherheitsexperten, die JAVA-, CORBA- und DCOM- und Software-Architektur-Gurus, die aufgrund seiner damaligen Aktivitäten heute für gutes Geld praktisch überall mit Handkuß Arbeit finden könnten?“

Der SPD-Politiker Rüdiger Löster schreibt zu diesem Slogan:

„Rüttgers Parole ‚Kinder statt Inder‘ unterscheidet sich nicht von der NPD-Parole ‚Arbeit zuerst für Deutsche‘. Im Gegenteil: sie wirkt noch schlimmer, weil das Wort ‚Kinder‘ noch wesentlich emotionaler, positiver besetzt ist.“

## Klaatu barada nikto
Klaatu barada nikto ist ein Satz bzw. Befehl in einer fiktiven Sprache. Der Satz stammt aus dem US-amerikanischen Science-Fiction-Film Der Tag, an dem die Erde stillstand aus dem Jahr 1951. Die Worte halten Gort, einen außerirdischen Roboter, von der Zerstörung der Erde ab.

## Klammheimliche Freude

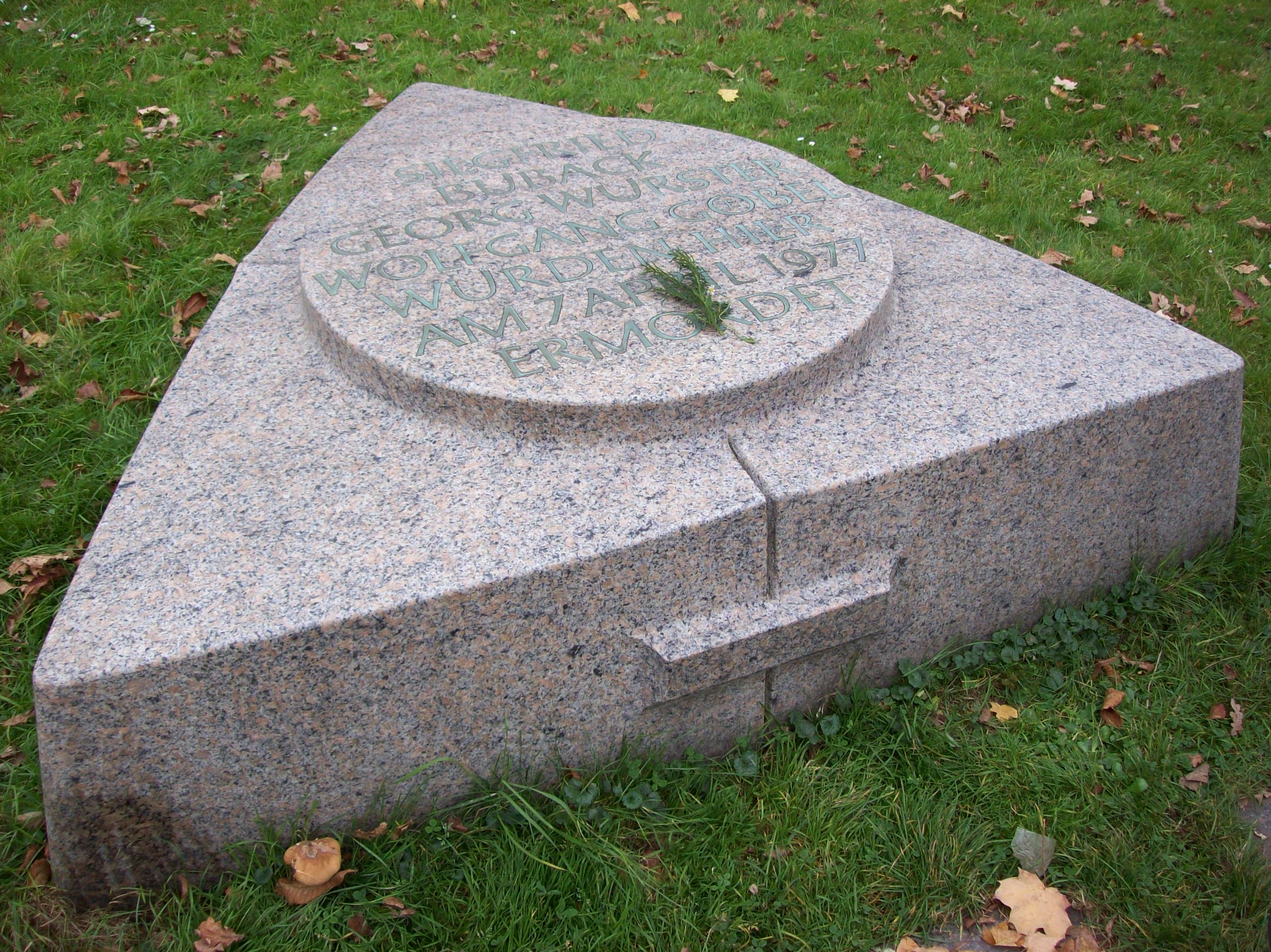
Gedenkstein für Siegfried Buback in Karlsruhe

Das Wort „klammheimliche“ ist eigentlich ein Pleonasmus, da das lateinische Wort clam ebenfalls „heimlich“ bedeutet.
Bekannt wurde die Wendung „klammheimliche Freude“ durch den mit dem Pseudonym Göttinger Mescalero unterschriebenen berühmt-berüchtigten Sponti-Text „Buback – Ein Nachruf“, der 1977 die Ermordung des Generalbundesanwalts Siegfried Buback durch die Rote Armee Fraktion kommentierte. Der Schreiber nannte sich „Stadtindianer“ und unterzeichnete das Pamphlet mit Mescalero, dem Namen eines Apachenstamms.
Er wollte „nach dem Abschuss von Buback“ seine „klammheimliche Freude nicht verhehlen“.
Der am heftigsten kritisierte, ohne seinen Kontext zitierte Satz lautete:

„Meine unmittelbare Reaktion, meine ‚Betroffenheit‘ nach dem Abschuss von Buback ist schnell geschildert: Ich konnte und wollte (und will) meine klammheimliche Freude nicht verhehlen.“

Und weiter heißt es:

„Ich habe den Typ oft hetzen hören. Ich weiß, was er bei der Verfolgung, Kriminalisierung, Folterung von Linken für eine herausragende Rolle spielte.“

Der zweite Teil des Textes, der in Teilen eine Lossagung von der Gewalt enthielt, wurde damals zumeist nicht von den Medien veröffentlicht. So wandte sich der Autor gegen Gewalt „unabhängig von der jeweiligen politischen Konjunktur“, also ohne Rücksichtnahme auf die öffentliche Meinung. So forderte er, dass sich die Terroristen positiv durch das von ihnen bekämpfte System nicht nur im Ziel, sondern auch in den Mitteln abheben müssten (Unser Weg zum Sozialismus (wegen mir Anarchie) kann nicht mit Leichen gepflastert werden.). In Augsburg jedoch wurde ein 29-Jähriger für die Verteilung des „Nachrufs“ zu sechs Monaten Gefängnis ohne Bewährung verurteilt.

## Klappe zu, Affe tot!
Diese Redensart geht angeblich auf kleine Affen zurück, die zur Belustigung des Publikums als Kartenabreißer eingesetzt wurden. War der Zirkusaffe tot, dann blieb demnach die Klappe vom Kassenhäuschen zu.
Im Roman Wir reiten still, wir reiten stumm von 1933, vermutlich vom deutschen Afrikaforscher und Schriftsteller Julius Steinhardt (1880–1955) verfasst, wird auf S. 152 vermutlich nicht ernstgemeint geschrieben:

„‚Klappe zu, Affe tot‘, lautet der Kehrreim des von Waldröschen ad hoc verfassten und von gustaf nagel vertonten Liedes.“

Der Ausdruck wurde im Jahr 1961 durch den DDR-Schlager Im Sommer einundsechzig zusätzlich bekannt, der nach dem Mauerbau von einem Männerchor gesungen wurde. Der Text stammt vom Lyriker Heinz Kahlau und endet mit folgender triumphierender Strophe:

„Im Sommer einundsechzig,
 am 13. August,
 da schlossen wir die Grenzen
 und keiner hat’s gewußt.
 Klappe zu, Affe tot,
 endlich lacht das Morgenrot.“

## Klassischer Boden
Die Bezeichnung für die Landschaft der griechisch-römischen Antike ist eine Übersetzung des englischen classic ground, das 1701 vom britischen Schriftsteller Joseph Addison geprägt wurde. Sie stammt aus seinem Brief aus Italien an Lord Halifax, wo es heißt:

“Poetic fields encompass me around,
 And still I seem lo tread an classic ground.”

„Poetische Gefilde umgeben mich, und ich scheine noch jetzt auf klassischen Boden zu treten.“

## Kleider machen Leute.
Kleider machen Leute ist eine Novelle von Gottfried Keller, in der es um einen armen Schneider geht, der wegen seiner Kleidung für einen Grafen gehalten und entsprechend hofiert wird. „Kleider machen Leute“ ist eine feststehende Wendung.
Die Erkenntnis, dass gepflegte Kleidung zu einer bevorzugten Behandlung führt, geht wohl auf den römischen Rhetoriklehrer Quintilian zurück, der seinen Schülern ans Herz legte: vestis virum reddit, wörtlich: „Die Kleidung macht den Mann.“
Diese Redensart hat die Bedeutung von „gepflegte, gute Kleidung fördert das Ansehen“.
Dabei war die Bekleidung bis weit ins 19. Jahrhundert auch Ausdruck des sozialen und politischen Stands des Trägers.
Heute wird diese Redewendung oft auch für andere Kontexte variiert, so nannte der Sprachkritiker Wolf Schneider sein Buch über die Sprache Wörter machen Leute.

## Kleiner Mann – ganz groß
Kleiner Mann – ganz groß ist der Titel eines Films von 1938 nach dem Theaterstück Spatzen in Gottes Hand von Edgar Kahn und Ludwig Bender.
1957 entstand ein weiterer Film mit demselben Titel, aber völlig anderer Handlung. Dieser Film handelt von einem kleinen Jungen, der, als sein Pferd verkauft werden soll, heimlich damit von zuhause fortgeht und für das Pferd sorgt. Zum Schluss gewinnt das Pferd ein wichtiges Rennen.

## Kleiner Mann – was nun?
Kleiner Mann – was nun? ist der Titel eines 1932 erschienenen Romans von Hans Fallada.
Der Buchhalter Johannes Pinneberg und seine Freundin, die Verkäuferin Emma „Lämmchen“ Mörschel, suchen im Juli 1930 im vorpommerschen Platz einen Frauenarzt auf, um sich nach Verhütungsmethoden zu erkundigen. Dabei erfahren sie, dass Lämmchen im zweiten Monat schwanger ist. Da Pinneberg als Buchhalter in einem Landwarenhandel nur wenig verdient und die beiden keine offizielle Verbindung pflegen, reagiert er entsetzt. Bei der werdenden Mutter schlägt hingegen früh Überraschung in Freude um.

## Kleinvieh macht auch Mist
Durch die Redewendung „Kleinvieh macht auch Mist“ wird ausgedrückt, dass auch kleinere, unbedeutender erscheinende Dinge einen gewissen (größeren) Ertrag erzielen können.

## Klingt komisch, ist aber so
Sporadisch genutzte Einleitung, um scheinbar komplizierte Gegenstände, Abläufe oder Umstände kindgerecht zu erklären, teilweise auch im ironisch-parodistischen Kontext.
Herkunft ungeklärt, möglicherweise ursprünglich vom TV-Format Löwenzahn geprägt. Referenzen finden sich jedoch in der Sendung mit der Maus, Bullyparade, Extra 3 und weiteren Medien. Alternativ wird umgangssprachlich auch die Kurzform „is'“ statt „ist“ verwendet.

## Knüppel aus dem Sack!
Der Ausdruck Knüppel aus dem Sack geht auf das Märchen Tischchen deck dich, Goldesel und Knüppel aus dem Sack zurück. Der jüngste Sohn eines Schneiders erhielt von einem Drechsler am Ende der Lehrzeit einen Sack mit einem Knüppel. Der Drechsler beschreibt die Besonderheit des Geschenks mit folgenden Worten:

„… hat dir jemand etwas zuleid getan, so sprich nur ‚Knüppel aus dem Sack‘, so springt dir der Knüppel heraus unter die Leute und tanzt ihnen so lustig auf dem Rücken herum, dass sie sich acht Tage lang nicht regen und bewegen können.“

Man verwendet den Ausdruck heute als Umschreibung für eine rücksichtslose Bestrafung.

## Koloss auf tönernen Füßen
Dieser Ausdruck stammt aus dem biblischen Buch Daniel, in dem ein Traum des babylonischen Königs Nebukadnezar von einem viergeteilten Standbild geschildert wird, das aus Gold, Silber, Erz und Eisen besteht. Die Füße aber sind teilweise aus Ton.

„31Du, König, sahst, und siehe, ein großes und hohes und sehr glänzendes Bild stand vor dir, das war schrecklich anzusehen. 32Des Bildes Haupt war von feinem Golde, seine Brust und Arme waren von Silber, sein Bauch und seine Lenden waren von Erz, 33seine Schenkel waren Eisen, seine Füße waren eines Teils Eisen und eines Teils Ton. 34Solches sahst du, bis daß ein Stein herabgerissen ward ohne Hände; der schlug das Bild an seine Füße, die Eisen und Ton waren, und zermalmte sie. 35Da wurden miteinander zermalmt das Eisen, Ton, Erz, Silber und Gold und wurden wie eine Spreu auf der Sommertenne, und der Wind verwehte sie, daß man sie nirgends mehr finden konnte. Der Stein aber, der das Bild zerschlug, ward ein großer Berg, daß er die ganze Welt füllte.“

Diesen Koloss deutet der Prophet Daniel als Symbol für die vier großen Weltreiche, unter denen das Volk Israel zu leiden hatte. Daniel drückt seine Hoffnung aus, dass das erhoffte Reich Gottes alle weltlichen Reiche überwinden wird. Im Traum fällt ein Stein auf die tönernen Füße und der ganze Koloss stürzt um. Daraufhin erkennt der König JHWH als Schöpfer der Welt an und erhöht Daniel zum Obersten aller Weisen im Land.
Heute wird manche autoritäre Staatsmacht gern als Koloss auf tönernen Füßen bezeichnet, womit angedeutet werden soll, dass dessen Macht keine solide Grundlage hat.

## Komm, lieber Mai!
Der Liederdichter Christian Adolph Overbeck schrieb ein Lied mit dem Titel Fritzchen an den Mai, das nach der Vertonung durch Mozart 1791 zu dem bekannten Volkslied Komm, lieber Mai, und mache wurde. In dem Lied wünscht ein Kind den Frühling mit den Möglichkeiten zum Spielen im Freien herbei:

„Komm, lieber Mai, und mache
 Die Bäume wieder grün,
 Und lass uns an dem Bache
 Die kleinen Veilchen blühn!“

## Komme, was da kommen mag!
In William Shakespeares Tragödie Macbeth prophezeien die drei Hexen, dass Macbeth König werde. Macbeth stellt sich dieser Voraussage mit den Worten:

“Come what come may
 time and the hour runs through the roughest day.”

„Komme, was kommen mag;
 Die Stund und Zeit durchläuft den rausten Tag.“

Diese Worte greift Theodor Storm in seinem Kurzgedicht Trost auf, das folgenden Wortlaut hat:
So komme, was da kommen mag!

Solang du lebest, ist es Tag.

Und geht es in die Welt hinaus,

Wo du mir bist, bin ich zu Haus.

Ich seh dein liebes Angesicht,

Ich sehe die Schatten der Zukunft nicht.
Ähnlich auch bei Theodor Fontane in der Ballade Archibald Douglas:
Und trüg' er auch den alten Groll

gleich wie am ersten Tag:

So komme, was da kommen soll

und komme, was da mag.
Die Titelfigur entschließt sich damit, den Zorn des schottischen Königs zu riskieren und unter Inkaufnahme aller möglichen Konsequenzen aus der Verbannung zurückzukehren.

## Kommet zuhauf.
Diese scherzhaft verwendete Aufforderung, zahlreich zu erscheinen, stammt aus dem Kirchenlied Lobe den Herren, den mächtigen König der Ehren von Joachim Neander. Die erste Strophe endet mit folgenden Versen:

„Kommet zuhauf,
 Psalter und Harfe wacht auf,
 lasset den Lobgesang hören.“

## Kommt Zeit, kommt Rat
Die Lebensweisheit

„Kommt Zeit, kommt Rat.“

ist übersetzt aus dem Lateinischen.

“Tempus ipsum affert consilium”

oder Cum tempore, cum rota.
Das soll zuversichtlich bedeuten; mit der Zeit wird sich schon eine Lösung finden nach dem Motto: Abwarten und Tee trinken. Goethe wandelte das kurze Wort dieser Handlungsneigung zur Unterlassung zu einem Gedicht der Geduld um:
Wer will denn alles gleich ergründen!

Sobald der Schnee schmilzt, wird sich’s finden.

Hier hilft nun weiter kein Bemüh’n!

Sind Rosen, nun, sie werden blüh’n.
Sehr radikale Gemüter wandelten den Geduldspruch ab in die Warnung:

„Kommt Zeit, kommt Rat, kommt Attentat! –“

## Kommode Diktatur
In dem von Günter Grass verfassten und 1995 erschienenen Roman Ein weites Feld äußert der Aktenbote Theo Wuttke, genannt „Fonty“, eine Theodor Fontane nachempfundene Figur, in der Zeit zwischen dem Mauerfall und der Wiederherstellung der staatlichen Einheit Deutschlands seiner Frau gegenüber seine Ansicht über die gerade untergehende DDR:

„Wir lebten in einer kommoden Diktatur.“

Dieser Ausspruch wird seit 1995 immer wieder als Ausgangspunkt von Erörterungen zum Thema „Politik und Gesellschaft der DDR“ benutzt, teils in zustimmender, teils in kritischer Absicht. Grass selbst teilt weitestgehend den Standpunkt seiner Romanfigur: „Im Vergleich mit Diktaturen, die es gegeben hat, und die es immer noch gibt, ist die DDR eine kommode Diktatur gewesen. Ich halte diesen Satz aufrecht.“, bekannte Grass im Stern.
Ursprünglich stammt die Formulierung „kommode Diktatur“ aus einem Brief Theodor Fontanes an seine Frau Emilie und bezieht sich auf das Deutsche Reich in der Ära Kaiser Wilhelm II.: „Dort klagt er [Fontane] beredt und zornig über die Verkommenheit des preußischen Adels, über das parvenuehafte Gebaren der Bürger, über den ewigen Reserveleutnant etcetera, alles, was ihn an seiner Zeit geärgert hat, und dann, in typisch fontanischer Art, relativiert er das Ganze und sagt: ‚Und trotzdem müssen wir sagen, wir leben in einer kommoden Diktatur.‘“

## Kommunismus ist Sowjetmacht plus Elektrifizierung des ganzen Landes.

Wappen Nordkoreas

Diese berühmte Feststellung stammt vom russischen Revolutionsführer Lenin:

«Коммунизм есть Советская власть плюс электрификация всей страны.»

Stalin zitiert Lenins Worte 1928 in einer Rede auf dem Plenum des Moskauer Komitees und der Moskauer Kontrollkommission:

„Jeder, der aufmerksam das Leben auf dem Lande beobachtet und es mit dem Leben in der Stadt verglichen hat, weiß, daß wir die Wurzeln des Kapitalismus nicht ausgerissen und dem inneren Feind das Fundament, den Boden nicht entzogen haben. Dieser Feind behauptet sich dank dem Kleinbetrieb, und um ihm den Boden zu entziehen, gibt es nur ein Mittel: die Wirtschaft des Landes, auch die Landwirtschaft, auf eine neue technische Grundlage, auf die technische Grundlage der modernen Großproduktion zu stellen. Eine solche Grundlage bildet nur die Elektrizität. Kommunismus – das ist Sowjetmacht plus Elektrifizierung des ganzen Landes.“

Die Kommunistische Partei Österreichs bringt dieses Zitat in ihrer politischen Mathematik auf die folgende Formel:

„Kommunismus = Räte + Elektrifizierung“

Das Wappen Nordkoreas zeigt ein Kraftwerk, einen Staudamm und einen Hochspannungsmast, überstrahlt vom roten Stern des Kommunismus, umgeben von Reisähren. Diese Darstellung geht offenbar auf das obige Lenin-Zitat zurück.

## Königin der Herzen

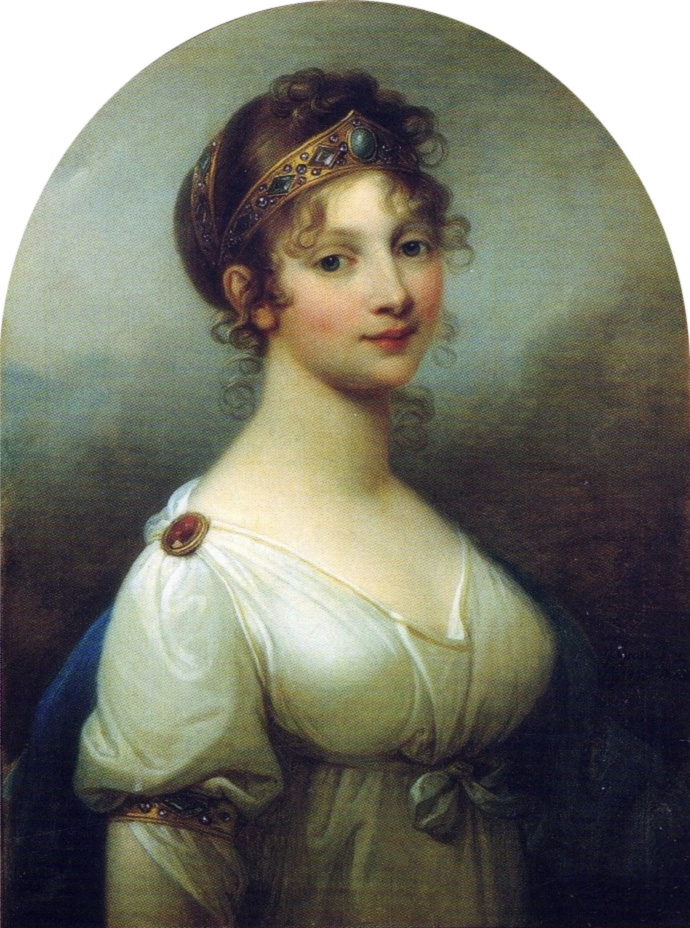
Königin Luise von Preußen

So wird heute häufig die ehemalige Kronprinzessin von Großbritannien und Nordirland Diana Spencer (Lady Diana) bezeichnet. Den Beinamen hatte sie sich Ende des 20. Jahrhunderts in einem Interview gegeben. Nach ihrem Unfalltod fand er weite Verbreitung.
Zuvor hatte bereits August Wilhelm Schlegel in seinem 1798 entstandenen Gedicht „Am Tage der Huldigung. Berlin 6. Juli 1798“ die preußische Königin Luise als „Königin der Herzen“ bezeichnet.

„… Louisens Lächeln heißt den Kummer scherzen, / Vor Ihrem Blick ist jedes Leid entflohn. / Sie wär’ in Hütten Königin der Herzen, / Sie ist der Anmuth Göttin auf dem Thron; …“

Im 17. Jahrhundert trug Elisabeth Stuart, die Frau des Winterkönigs, diesen Titel.
Sie war Enkelin der Maria Stuart und Schwester Karls I. von England. Für einen Winter war sie Königin von Böhmen. Nach der verlorenen Schlacht am Weißen Berg 1620 gegen die Truppen der katholischen Fürsten ging sie zusammen mit ihrem Mann ins Exil nach Den Haag. Elisabeth Stuarts Hof in Den Haag wurde geistiger Mittelpunkt der protestantischen Gesellschaft. Die gebildete und charmante Prinzessin wurde überall als „Königin der Herzen“ gefeiert.
Im Englischen kann der Begriff auch doppeldeutig gesehen werden. Queen of Hearts bezeichnet hier die Herz-Dame eines Kartenspiels.

## Könnten die Leute auf den billigen Plätzen mitklatschen? Der Rest von ihnen klappert einfach mit den Juwelen!
Der Beatles-Sänger John Lennon sagte am 4. November 1963 bei einer Galavorstellung zu Ehren der Königin Elisabeth II. in einem verschmitzten Tonfall, wobei er bei den letzten Worten seinen Blick Richtung königlicher Loge wandte:

“For our last number I’d like to ask your help: Will the people in the cheaper seats clap your hands? And the rest of you, if you’ll just rattle your jewellery!”

„Für unser letztes Stück bitte ich Sie um Ihre Mithilfe: Könnten die Leute auf den billigen Plätzen mitklatschen? Und der Rest von Ihnen, wenn Sie einfach mit den Juwelen klappern!“

Diese Worte sind nachzuhören auf der CD Beatles Anthology Volume One in der Ankündigung zum Lied Twist and Shout.
Eine ähnlich freche Bemerkung erlaubte sich der Beatles-Schlagzeuger Ringo Starr während der ersten Amerika-Tournee bei einem Empfang des britischen Botschafters in Washington, D.C., Sir David Ormsby-Gore, den er beim Abschied fragte:

„Und was machen Sie hier?“

## Konrad, sprach die Frau Mama.
Im Kinderbuch Struwwelpeter des Frankfurter Arztes Heinrich Hoffmann findet sich Die Geschichte vom Daumenlutscher, in der dem Daumen lutschenden Konrad mit einer Schere beide Daumen abgeschnitten werden. Die Bildergeschichte beginnt mit den Versen:

„‚Konrad!‘, sprach die Frau Mama,
 ‚Ich geh aus, und du bleibst da.‘“

## Konzertierte Aktion
Der Ausdruck Konzertierte Aktion findet sich zuerst in einem Jahresgutachten des so genannten Sachverständigenrates zur Begutachtung der gesamtwirtschaftlichen Entwicklung aus dem Jahr 1965 und ist wohl dem französischen action concertée oder dem englischen concerted action nachgebildet.
1966 brachte Karl Schiller, der spätere Bundeswirtschaftsminister, den Begriff in die Diskussion. Die konzertierte Aktion wurde dann 1967 ins Leben gerufen und war ein Gesprächsforum, das alle am Wirtschaftsleben Beteiligten zur Steuerung der Konjunktur zusammenführte.

## Krach im Hinterhaus
Krach im Hinterhaus ist der Titel eines volkstümlichen Lustspiels und Romans von Maximilian Böttcher. In der Verfilmung verdächtigt ein Hausverwalter eine Frau aus dem Haus, Briketts zu stehlen und präpariert einige davon mit Schießpulver, um den Täter ausfindig zu machen.
Man verwendet das Zitat als Kommentar zu Nachbarschaftsstreitigkeiten.

## Kratze einen Russen, so kommt ein Tatar zum Vorschein.

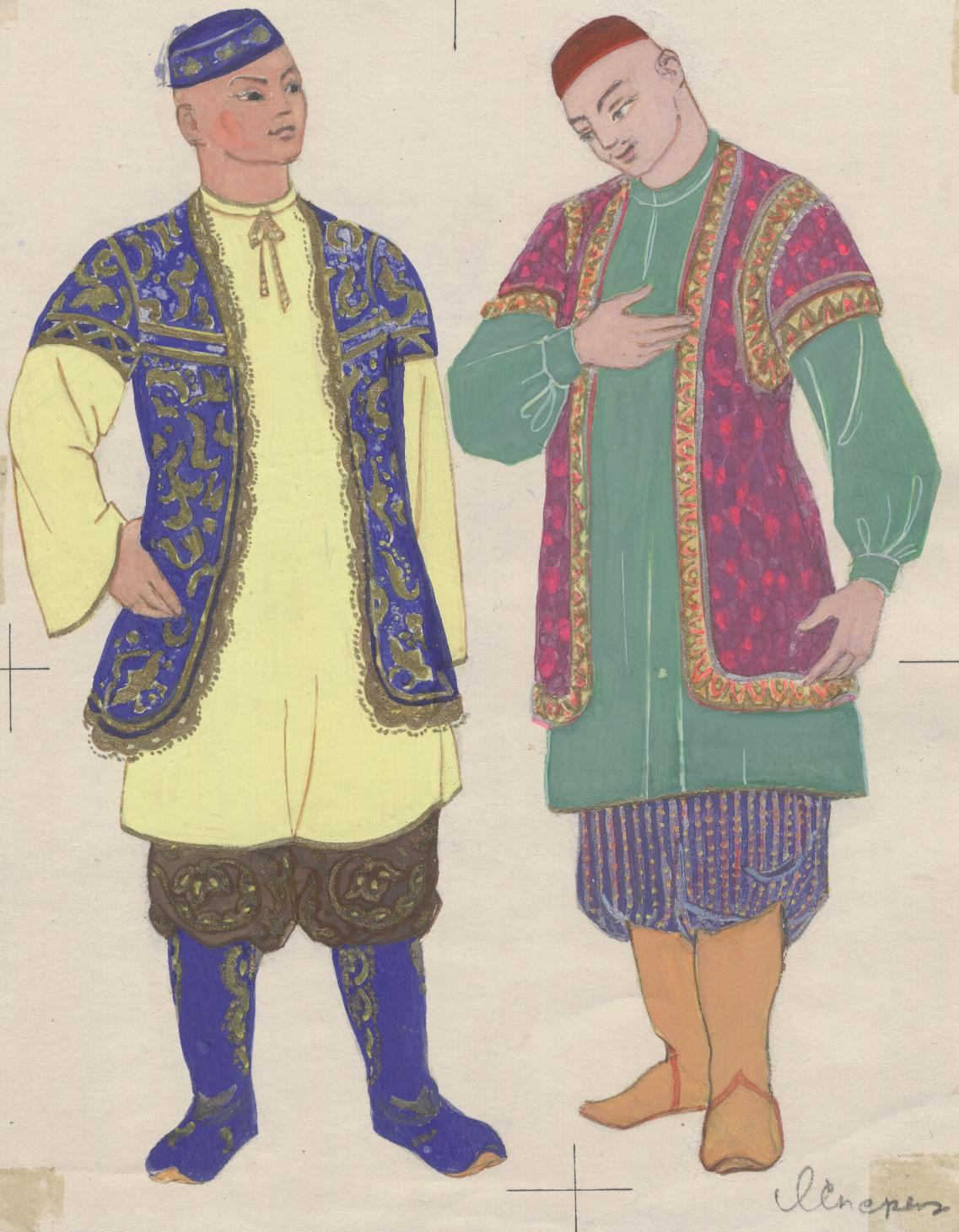
Tataren

Diese Beurteilung der Russen als Nachkommen der Tataren entstand 1812 auf Napoleons Russlandfeldzug und lautet auf Französisch:

« Gratte le Russe et vous trouverez le tartare. »

Damit soll der asiatische Charakter der Russen betont werden.
Der Sozialdemokrat Wilhelm Liebknecht schrieb 1872 zu dem obigen Zitat, das er Talleyrand zuschrieb:

„Ein Franzose hat von den Russen gesagt: ‚Gratte le Russe, et le Tartare apparait!‘ Wenn man den Russen kratzt, kommt der Tatar zum Vorschein. Ähnlich kann man von unserer modernen Kultur sagen: Wenn man die heutige Kultur kratzt, kommt die Barbarei zum Vorschein.“

## Kraweel, kraweel!
Diese Unsinns-Worte stammen aus dem Gedicht Melusine, das der Dichter Lothar Frohwein (eine Parodie auf Peter Handke, gespielt von Loriot) in Loriots Filmkomödie Pappa ante portas vorträgt und das folgenden Wortlaut hat:
Kraweel, kraweel!

Taubtrüber Ginst am Musenhain,

Trübtauber Hain am Musenginst.

Kraweel, kraweel!
Der Dichter wird dabei von heftigem Schluckauf und dem Zwischenruf „Etwas lauter bitte!“ unterbrochen.
Loriot parodiert damit bürgerliche Kulturkränzchen und das Gehabe mancher Dichter.
Alexander Dick überschreibt im Nordbayerischen Kurier einen Artikel über Public Viewing bei den Bayreuther Festspielen mit diesem Zitat (wobei er Loriot nicht ganz korrekt wiedergibt):

„Beckmesser rezitiert vor entrückten Zuhörern aus dem Reclamheft – Loriots ‚Papa ante portas‘ lässt heftig grüßen: Wie war das noch mal? ‚Taubgrüner Hain im Musenginster – krawehl, krawehl‘.“

## Krethi und Plethi
Mit den hebräischen Worten Krethi und Plethi wird im Alten Testament ein aus Kretern und Philistern bestehender Teil der Streitmacht des Königs David, genauer dessen Leibwache, bezeichnet. Diese Männer waren gefürchtet und wenig beliebt.
Im übertragenen Sinn wird die Bezeichnung heute abwertend für allerlei Gesindel, ähnlich wie Hinz und Kunz benutzt.

## Krieg aller gegen alle
Die Theorie vom Krieg aller gegen alle, vom bellum omnium contra omnes ist eine zentrale Prämisse der auf Thomas Hobbes und seinem Buch Leviathan (1651) zurückgehenden Staatsphilosophien. Die einschlägige Passage ist die folgende:

“Hereby it is manifest, that during the time men live without a common Power to keep them all in awe, they are in that Condition which is called Warre; and such warre, as is of every man, against every man.”

„Es zeigt sich an dieser Stelle, dass, so lange Menschen ohne eine gemeinsame Macht leben, die sie alle in Bann hält, sie sich in dem Zustand befinden, den man Krieg nennt; und dabei handelt es sich um einen Krieg aller Menschen gegen alle Menschen.“

Hobbes schrieb sein Werk vor dem Hintergrund des Englischen Bürgerkriegs 1642–1649, der auf beiden Seiten zahllose Opfer forderte und mit seinen chaotischen Verhältnissen das reale Vorbild für den von Hobbes angenommenen gesetzlosen Naturzustand bot. Außerdem verarbeitete er Informationen über das soziale Leben der nordamerikanischen Ureinwohner, da deren Unabhängigkeit von einem Staat als Naturzustand angesehen werden kann.

## Krieg den Palästen!

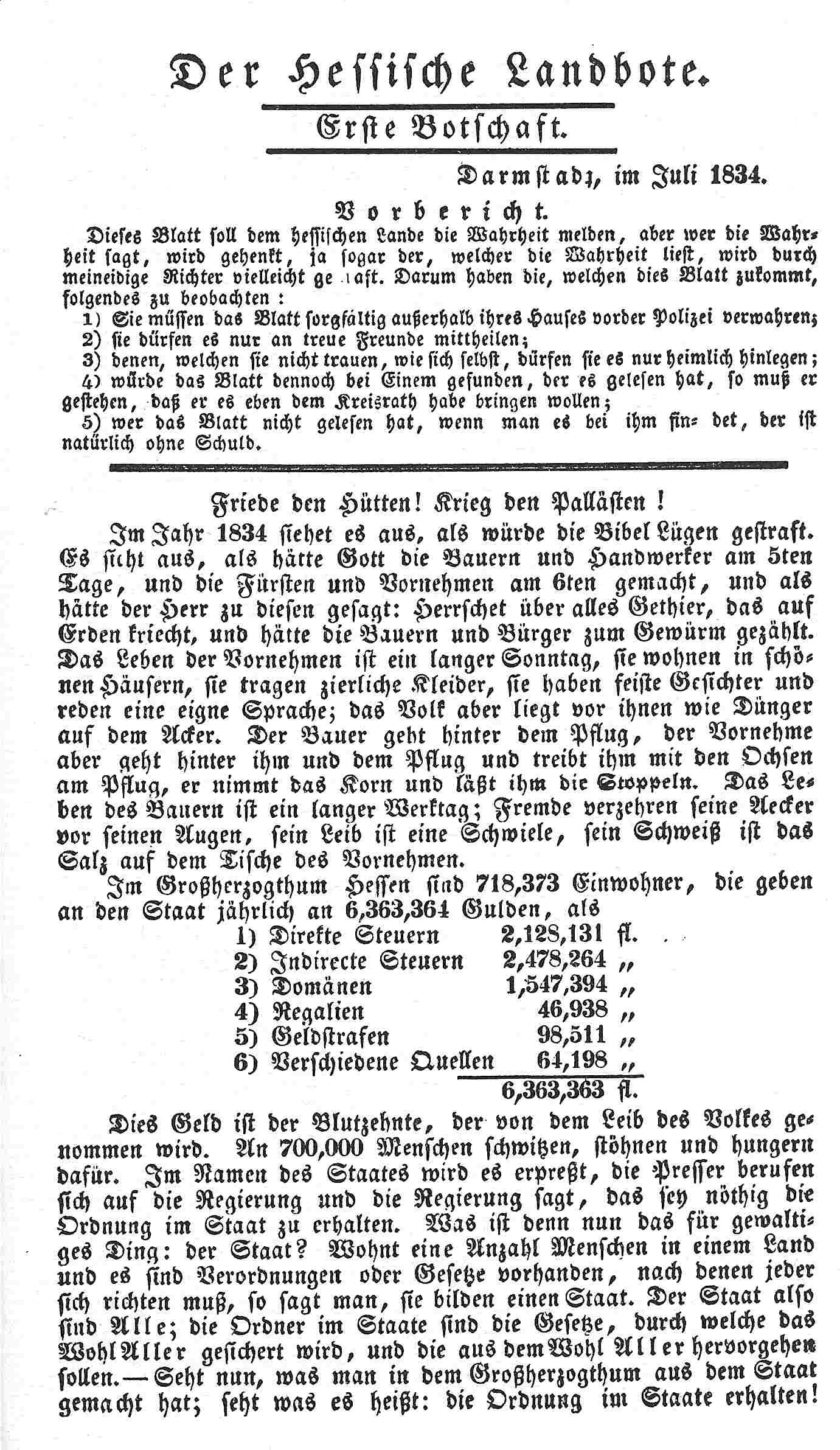
Der hessische Landbote mit der Parole „Friede den Hütten! Krieg den Palästen!“

In einer Sitzung der Pariser Jakobiner wurde am 15. Dezember 1792 ein Bericht an den Konvent vom Deputierten Pierre Joseph Cambon vorgelesen, in dem es hieß:

„Krieg den Palästen, Friede den Hütten!“

In Deutschland hat Georg Büchner mit seinem 1834 erschienenen Flugblatt Der hessische Landbote die Parole popularisiert und umgestellt:

„Friede den Hütten! Krieg den Palästen!“

An anderer Stelle heißt es:

„Ihr dürft euren Nachbarn verklagen, der euch eine Kartoffel stiehlt; aber klagt einmal über den Diebstahl, der von Staatswegen unter dem Namen von Abgabe und Steuern jeden Tag an eurem Eigenthum begangen wird, damit eine Legion unnützer Beamten sich von eurem Schweiße mästen: klagt einmal, daß ihr der Willkühr einiger Fettwänste überlassen seyd und daß diese Willkühr Gesetz heißt, klagt, daß ihr die Ackergäule des Staates seyd, klagt über eure verlorne Menschenrechte: Wo sind Gerichtshöfe, die eure Klage annehmen, wo die Richter, die rechtsprächen?“

Ein Sponti-Spruch machte 150 Jahre später aus Büchners Kampfruf:

„Krieg den Hütten, Paläste für alle!“

## Krieg der Sterne
Krieg der Sterne ist der deutsche Titel eines US-amerikanischen Science-Fiction-Films aus dem Jahr 1977.
Im Jahr 1983 stellte der damalige US-Präsident Ronald Reagan das durch Weltraumsatelliten gestützte Raketenabwehrsystem SDI (englisch: Strategic Defense Initiative, Strategische Verteidigungsinitiative) unter der englischen Bezeichnung Star Wars (Sternenkriege) der Öffentlichkeit vor.

## Der Krieg ernährt den Krieg
Ausspruch des Feldherren Wallenstein in Friedrich Schillers gleichnamiger Trilogie (II. Die Piccolomini). Demnach schafft der Krieg sich seine materielle Grundlage immer neu.

## Krieg ist die Fortsetzung der Politik mit anderen Mitteln.
Der Satz des Militärschriftstellers Carl von Clausewitz „Der Krieg ist nichts anderes als die Fortsetzung der Politik mit anderen Mitteln“ wird ungenau zitiert. In seinem berühmten Werk Vom Kriege heißt es:

„Wir behaupten dagegen: Der Krieg ist nichts als eine Fortsetzung des politischen Verkehrs mit Einmischung anderer Mittel. Wir sagen: mit Einmischung anderer Mittel, um damit zugleich zu behaupten, daß dieser politische Verkehr durch den Krieg selbst nicht aufhört, nicht in etwas ganz anderes verwandelt wird, sondern daß er in seinem Wesen fortbesteht, wie auch die Mittel gestaltet sein mögen, deren er sich bedient.“

Die Politik bestimmt durch den Zweck die Anwendung von militärischer Gewalt als Mittel zur Lösung eines Konflikts. Der Krieg ist so der Politik immer untergeordnet.

## Kriege mögen andere führen
Im Trojanischen Krieg sprang der Held Protesilaos als erster Grieche an Land und wurde auch als erster getötet. Um seine Witwe Laodameia zu trösten, erlaubten die Götter dem Getöteten, noch drei glückliche Stunden im Bett seiner Gemahlin zu verbringen. Als sie verstrichen waren, brach auch ihr das Herz, und so durfte das Paar vereint in die jenseitige Welt ziehen. Publius Ovidius Naso schrieb in seinen fingierten Liebesbriefen berühmter Frauen der Sagenwelt an ihre geliebten Helden:

“Bella gerant alii, Protesilaus amet.”

„Mögen andere Kriege führen, Protesilaus soll lieben!“

Daraus entstand im 17. Jahrhundert das bekannte Distichon über die Heiratspolitik der Habsburger:

“Bella gerant alii, tu, felix Austria, nube! Nam quae Mars aliis, dat tibi regna Venus!.”

„Krieg mögen andere führen, du, glückliches Österreich, heirate! Denn was Mars den anderen, gibt dir die göttliche Venus.“

Die Wendung „Felix Austria“ (glückliches Österreich) findet sich schon auf einem Siegel Herzog Rudolfs IV. im Jahr 1363.

## Kritik der reinen Vernunft
Kritik der reinen Vernunft ist das Hauptwerk des Philosophen Immanuel Kant und stellt einen Meilenstein in seiner Philosophie dar.
„Kritik“ ist nicht als Beanstandung, Tadelung oder Herabwürdigung zu verstehen, sondern im ursprünglichen Sinn des griechischen Wortes „krinein“ (scheiden, unterscheiden, urteilen) als Analyse, Sichtung und Überprüfung. Vor allem bedeutet hier „Kritik“ eine Grenzziehung zwischen dem Wissbaren und dem Unwissbaren.

## Kritik des Herzens
Kritik des Herzens ist die erste Gedichtsammlung von Wilhelm Busch, der nach dem großen Erfolg seiner heiteren Bildergeschichten zeigen wollte, dass er auch ernsthafte Seiten zu bieten hatte. Er veröffentlichte eine Sammlung von Gedichten, die er in Anlehnung an Kants Hauptwerk benannte. Dies stieß jedoch bei seinem Publikum auf Unverständnis und wurde zunächst kein Erfolg.
Aus dieser Sammlung stammen Gedichte wie zum Beispiel Die Selbstkritik hat viel für sich:
Die Selbstkritik hat viel für sich.

Gesetzt den Fall, ich tadle mich:

So hab ich erstens den Gewinn,

Daß ich so hübsch bescheiden bin;

Zum zweiten denken sich die Leut,

Der Mann ist lauter Redlichkeit;

Auch schnapp ich drittens diesen Bissen

Vorweg den andern Kritiküssen;

Und viertens hoff ich außerdem

Auf Widerspruch, der mir genehm.

So kommt es denn zuletzt heraus,

Daß ich ein ganz famoses Haus.

## Krokodilstränen
Die Redensart Krokodilstränen weinen für geheucheltes Mitgefühl geht zurück auf die mittelalterliche Naturlehre, nach der das Krokodil wie ein Kind weine, um seine Opfer anzulocken und zu verschlingen. Die übertragene Bedeutung Crocodili lachrymae wurde erst durch Erasmus von Rotterdam verbreitet und ist in ganz Europa bekannt (englisch crocodile tears, französisch larmes de crocodile).
Die Redensart entstand wohl aufgrund der Beobachtung, dass Krokodile beim Verschlingen ihrer Beute tränenartige Sekrete absondern und dass kleine Krokodile drei Tage vor dem Ausschlüpfen ihr Kommen mit einer Art „Babygeschrei“ ankündigen.
Bei Michael Ende sind Krokodilstränen eine wichtige Zutat für den satanarchäolügenialkohöllischen Wunschpunsch; da Zauberer nicht einmal falsche Tränen vergießen können, bedient sich die Hauptfigur an einem „besonders guten Jahrgang“ solcher Tränen, die ihm „ein befreundetes Staatsoberhaupt“ einmal zukommen lassen habe.

## Kühl bis ans Herz
Diese Redewendung stammt aus Goethes Ballade Der Fischer, die mit folgenden Versen beginnt:

„Das Wasser rauscht, das Wasser schwoll,
 Ein Fischer saß daran,
 Sah nach dem Angel ruhevoll,
 Kühl bis ans Herz hinan.“

## Künftige Ereignisse werfen ihre Schatten voraus.
„Künftige Ereignisse werfen ihre Schatten voraus“ (englisch: „Coming events cast their shadows before.“) stammt aus der Ballade „Lochiel’s Warning“ des schottischen Dichters Thomas Campbell. Dort heißt es:
Der Abend des Lebens gibt mir geheimnisvolle Weisheit,

Und künftige Ereignisse werfen ihre Schatten voraus.
Im heutigen deutschen Sprachgebrauch heißt es meistens: „Große Ereignisse werfen ihre Schatten voraus“.